# 神保町花月
神保町花月（じんぼうちょうかげつ）は、東京都千代田区の神保町シアタービルの2階にあった吉本興業の劇場。

## 概要
この劇場では漫才やコントではなく、吉本若手芸人たちが新喜劇とは異なる芝居の公演を行った。１階の神保町シアターでは本公演前に「YOSHIMOTO DIRECTOR'S FILM100」作品を週代わりで上映していた。
また、通常公演のほかに、演劇総合コンテンツ「Confetti（カンフェティ）」とのコラボレートも盛んで、神保町花月出演者の中から選りすぐりの芸人と役者を集めて行う、エチュード（即興芝居）No.1を決めるイベント『エチュ1グランプリ』を開催していた。
2019年12月24日に閉館し、翌2020年1月29日からはよしもと漫才劇場の東京版拠点「神保町よしもと漫才劇場」としてリニューアルオープンした。

## 出演・公演内容
※以下、太字は座長

### 2007年
| 公演タイトル                                      | 公演期間 | 脚本                              | 演出                           |
| ------------------------------------------------- | --- | --------------------------------- | ------------------------------ |
| ハッピーな片想い                                  | 7月7日 - 7月17日 | 小杉四駆郎（劇団THEフォービーズ） | ラヂオ                         |
| ハッピーな片想い                                  | 出演者：POISON GIRL BAND、佐久間一行、武内由紀子、平成ノブシコブシ、グランジ、タカダ・コーポレーション、オバアチャン |                                   |                                |
| THE MOMO-TARO                                     | 7月18日 - 7月27日 | 堀江B面（劇団THEフォービーズ）    | 高梨由 (TRAPPER)               |
| THE MOMO-TARO                                     | 出演者：犬の心、あべこうじ、井上マー、チーモンチョーチュウ、こりゃめでてーな、キャベツ確認中、チョコレートプラネット、ゆう太だい介、阿山真也、水野以津美                                                                                                  |                                   |                                |
| クリープ                                          | 7月28日 - 8月3日 | 金井夏生                          | 森野伸治                       |
| クリープ                                          | 出演者：ピース、ロシアンモンキー、シューレスジョー、ライス、ジューシーズ、フルーツポンチ、天狗、インポッシブル、スリムクラブ、1173、暗黒天使 ふくろとじ（7月28日・31日・8月2日・3日）、セブンbyセブン（7月29日・30日）、エクステンション（8月1日）        |                                   |                                |
| 恋のシナリオ相談します                            | 8月4日 - 8月10日 | 山内正之                          | 金森直哉                       |
| 恋のシナリオ相談します                            | 出演者：バッドボーイズ、ノンスモーキン、出雲阿国、はんにゃ、どどんぱ、フランクラン、幸田恵理（東宝芸能） |                                   |                                |
| スターの光！                                      | 8月11日 - 8月17日 | 堀江B面（劇団THEフォービーズ）    | 堀江B面（劇団THEフォービーズ） |
| スターの光！                                      | 出演者：トータルテンボス、ラフ・コントロール、しずる、トレンディエンジェル、ブルースタンダード、南まりか、伊藤真奈美、いぐちしおり、湊ゆかり |                                   |                                |
| パパはヒットマン                                  | 8月18日 - 8月24日 | ゴージャス村上                    | 金井夏生                       |
| パパはヒットマン                                  | 出演者：ハイキングウォーキング、ふくろとじ、ゆったり感、エリートヤンキー、エド・はるみ、かたつむり、西宮七海、佐藤公廉、奥村直樹 |                                   |                                |
| 4.5階の狂気                                       | 8月25日 - 8月30日 | オパヤン                          | 白坂英晃（はらぺこペンギン）   |
| 4.5階の狂気                                       | 出演者：カナリア、レアレア、ワンケイJAPAN、スリムクラブ、オバアチャン |                                   |                                |
| 湘南すずらん大学物語#1 海とセレブとへタレたち     | 9月1日 - 9月9日 | 丸山智子                          | 湊裕美子                       |
| 湘南すずらん大学物語#1 海とセレブとへタレたち     | 出演者：2丁拳銃、武内由紀子、天狗、はんにゃ、チョコレートプラネット、タカダ・コーポレーション、キューティーブロンズ ゲスト主演（8日のみ）：なだぎ武、大山英雄                                                                                             |                                   |                                |
| 仮面家族                                          | 9月11日 - 9月17日 | パジャマとりや                    | 堀江B面（劇団THEフォービーズ） |
| 仮面家族                                          | 出演者：アームストロング、とっしー、ラフ・コントロール、来八（ライパッチ）、若月（16日のみ若月徹の代役に、はんぺん）、エド・はるみ、ひらひらまこと、星野里佳                                                                                              |                                   |                                |
| ソビエト                                          | 9月19日 - 9月24日 | 福田雄一                          | 大平カンフー                   |
| ソビエト                                          | 出演者：平成ノブシコブシ、グランジ、ピクニック、ジャングルポケット 特別公演：トークライブ |                                   |                                |
| 戦場に響く歌声〜Battle of comedy                  | 9月26日 - 9月30日 | 徳田博丸                          | 鈴木つかさ                     |
| 戦場に響く歌声〜Battle of comedy                  | 出演者：GB（ケン（バイキング）・石割（ブラザース）・芦澤和哉・斉藤正章）、バイキングアキ、ブラザース谷口、こりゃめでてーな、出雲阿国、囲碁将棋 |                                   |                                |
| 湘南すずらん大学物語＃2 本当にあった怖い部室      | 10月2日 - 10月8日 | 丸山智子                          | 湊裕美子                       |
| 湘南すずらん大学物語＃2 本当にあった怖い部室      | 出演者：2丁拳銃（ゲスト主演）、武内由紀子、天狗、はんにゃ、チョコレートプラネット、タカダ・コーポレーション、キューティーブロンズ ゲスト：佐久間一行（2日）、平成ノブシコブシ（3日・4日）、犬の心（5日・6日）、ミルククラウン（7日）、アップダウン（8日） |                                   |                                |
| 僕を忘れて                                        | 10月10日 - 10月14日 | 遠藤敬                            | 佐野崇匡                       |
| 僕を忘れて                                        | 出演者：井上マー、あべこうじ、LLR、フルーツポンチ |                                   |                                |
| タイムリミット                                    | 10月16日 - 10月21日 | 熊本浩武                          | 桝本壮志                       |
| タイムリミット                                    | 出演者：アップダウン、チーモンチョーチュウ、ロシアンモンキー、ブルースタンダード、西宮七海、水野以津美 |                                   |                                |
| 影ができるほどのため息                            | 10月23日 - 10月28日 | 渡辺鐘                            | 国津絵夢 (trictrac)            |
| 影ができるほどのため息                            | 出演者：佐久間一行、指圧野郎、ミルククラウン、出雲阿国、しずる、エド・はるみ |                                   |                                |
| コーポきよはる804                                 | 10月30日 - 11月4日 | 久馬歩（ザ・プラン9）             | 堀江B面（劇団THEフォービーズ） |
| コーポきよはる804                                 | 出演者：グランジ、犬の心、椿鬼奴、スリムクラブ ※特別公演「感謝祭トークライブ」（11月4日19:30 - ） |                                   |                                |
| 湘南すずらん大学 最終章 俺たちのビッグウェイブ    | 11月6日 - 11月11日 | 丸山智子                          | 湊裕美子                       |
| 湘南すずらん大学 最終章 俺たちのビッグウェイブ    | 出演者：2丁拳銃（ゲスト主演）、武内由紀子、天狗、はんにゃ、チョコレートプラネット、タカダ・コーポレーション、キューティーブロンズ |                                   |                                |
| ロックオン                                        | 11月13日 - 11月18日 | 森野伸治                          | 森野伸治                       |
| ロックオン                                        | 出演者：しずる、バッドボーイズ、ゆったり感 |                                   |                                |
| 「博士」と呼ばれた極道                            | 11月20日 - 11月25日 | ハスミマサオ                      | 高梨由 (TRAPPER)               |
| 「博士」と呼ばれた極道                            | 出演者：ラフ・コントロール、とっしー、マキシマムパーパーサム、えんにち、くすのきひろみ ゲスト：なかやまきんに君 |                                   |                                |
| 頭蓋骨を抱きしめて                                | 11月27日 - 12月2日 | オパヤン                          | 鈴木つかさ                     |
| 頭蓋骨を抱きしめて                                | 出演者：カナリア、ランディーズ、ビッキーズ須知（公演時の表記はすっちー）、レアレア ※のちに、うめだ花月でも上演された。 |                                   |                                |
| 凜                                                | 12月4日 - 12月9日 | 又吉直樹（ピース）                | 大平カンフー                   |
| 凜                                                | 出演者：ピース、ピクニック、ゆったり感、はんにゃ、キューティーブロンズ |                                   |                                |
| 犬G                                               | 12月11日 - 12月16日 | 大谷ノブ彦（ダイノジ）            | 大谷ノブ彦（ダイノジ）         |
| 犬G                                               | 出演者：ダイノジ、芦澤和哉（11日・13日・14日）、金成公信（12日・15日・16日）、あべこうじ、犬の心、ガリットチュウ、もう中学生、げんき〜ず |                                   |                                |
| プリンス・オブ・サンタクロース                    | 12月18日 - 12月24日 | 堀江B面（劇団THEフォービーズ）    | 堀江B面（劇団THEフォービーズ） |
| プリンス・オブ・サンタクロース                    | 出演者：LLR、グランジ、こりゃめでてーな、セブンbyセブン、オコチャ、くすのきひろみ |                                   |                                |
| 8848                                              | 12月26日 - 12月30日 | 樅野太紀                          | 佐野崇匡                       |
| 8848                                              | 出演者：Bコース、井上マー、アームストロング、ライス、インポッシブル |                                   |                                |
| 神保町花月カウントダウン'08 〜ゆく芝居 くる芝居〜 | 12月31日 22：00 - 24：15 |                                   |                                |
| 神保町花月カウントダウン'08 〜ゆく芝居 くる芝居〜 | 出演者：しずる、エリートヤンキー、ゆったり感、ライス、はんにゃ、フルーツポンチ、チョコレートプラネット、ブルースタンダード |                                   |                                |

### 2008年
| 公演タイトル                                                       | 公演期間 | 脚本                                 | 演出                                                                  |
| ------------------------------------------------------------------ | --- | ------------------------------------ | --------------------------------------------------------------------- |
| お正月公演 劇団ファイト                                            | 1月2日 - 1月6日 | ゴージャス村上                       | 白坂英晃（はらぺこペンギン）                                          |
| お正月公演 劇団ファイト                                            | 出演者：ニブンノゴ!、増谷キートン、椿鬼奴、アホマイルド |                                      |                                                                       |
| 何者でもない俺たち#1 さりげなく出会って なにげなく見つめて         | 1月8日 - 1月14日 | 丸山智子                             | 湊裕美子                                                              |
| 何者でもない俺たち#1 さりげなく出会って なにげなく見つめて         | 出演者：ハリガネロック（ゲスト主演）、佐久間一行、出雲阿国、フルーツポンチ、はんにゃ、チョコレートプラネット、タカダ・コーポレーション |                                      |                                                                       |
| 日の出アパートの青春                                               | 1月16日 - 1月20日 | 西野亮廣（キングコング）             | 鈴木つかさ                                                            |
| 日の出アパートの青春                                               | 出演者：カリカ、武内由紀子、あべこうじ、犬の心、なんしぃ（大好物）、すっちー、川畑麻衣 |                                      |                                                                       |
| 東北ラブストーリー 〜ラブ・レターは突然に〜                        | 1月22日 - 1月27日 | 小杉四駆郎（劇団THEフォービーズ）    | 堀江B面（劇団THEフォービーズ）                                        |
| 東北ラブストーリー 〜ラブ・レターは突然に〜                        | 出演者：チーモンチョーチュウ、ポテト少年団、カナリア、劇団THEフォービーズ |                                      |                                                                       |
| ヒロイック・シンドローム                                           | 1月29日 - 2月3日 | 熊本浩武                             | 岡田朋也                                                              |
| ヒロイック・シンドローム                                           | 出演者：井上マー、POISON GIRL BAND、アホマイルド |                                      |                                                                       |
| 何者でもない俺たち#2 150グラムの品格                               | 2月5日 - 2月11日 | 丸山智子                             | 湊裕美子                                                              |
| 何者でもない俺たち#2 150グラムの品格                               | 出演者：ハリガネロック（ゲスト主演）、佐久間一行、出雲阿国、フルーツポンチ、はんにゃ、チョコレートプラネット、タカダ・コーポレーション |                                      |                                                                       |
| ラストニュース                                                     | 2月13日 - 2月17日 | 牧田明宏                             | 高梨由 (TRAPPER)                                                      |
| ラストニュース                                                     | 出演者：ミルククラウン、武内由紀子、ラフ・コントロール、クレオパトラ、来八（ライパッチ）、平田敦子 |                                      |                                                                       |
| カーテン                                                           | 2月19日 - 2月24日 | 山里亮太（南海キャンディーズ）       | 岩井秀人（ハイバイ）                                                  |
| カーテン                                                           | 出演者：ゆったり感、イシバシハザマ、ピクニック、ノンスモーキン、ジャンピングニー、少年少女、工藤史子 |                                      |                                                                       |
| ことのは                                                           | 2月26日 - 3月2日 | 川畑俊輔                             | 小杉四駆郎（劇団THEフォービーズ）                                     |
| ことのは                                                           | 出演者：アームストロング、しずる、スリムクラブ、エリートヤンキー、セカンド、岡田亜矢（劇団THEフォービーズ） |                                      |                                                                       |
| 何者でもない俺たち#3 愛と勇気のイレブンライダー                    | 3月4日 - 3月9日 | 丸山智子                             | 湊裕美子                                                              |
| 何者でもない俺たち#3 愛と勇気のイレブンライダー                    | 出演者：ハリガネロック（ゲスト主演）、佐久間一行、出雲阿国、フルーツポンチ、はんにゃ、チョコレートプラネット、タカダ・コーポレーション |                                      |                                                                       |
| 声 〜黒松病院〜                                                    | 3月11日 - 3月16日 | 久馬歩（ザ・プラン9）                | ブラジリィー・アン・山田（ブラジル）                                  |
| 声 〜黒松病院〜                                                    | 出演者：POISON GIRL BAND、あべこうじ、LLR、パリパリポリパリ、川﨑あさみ（プラファー） |                                      |                                                                       |
| Lovin' you                                                         | 3月18日 - 3月23日 | 森野伸治                             | 林灰二 (Oi-SCALE)                                                     |
| Lovin' you                                                         | 出演者：グランジ、5GAP、ゆったり感、西村ステッキ |                                      |                                                                       |
| ミセス・ダディー                                                   | 3月25日 - 3月30日 | 堀江B面（劇団THEフォービーズ）       | 6期/白坂英晃（はらぺこペンギン） 8期/佐野崇匡（劇団東京ミルクホール） |
| ミセス・ダディー                                                   | 6期メンバー（25日 - 27日・30日（一回目）） ロシアンモンキー、マキシマムパーパーサム、ピクニック、ナイーブ、げんき〜ず、ものいい 8期メンバー（28日 - 29日・30日（二回目）） こりゃめでてーな、シューレスジョー、セブンbyセブン、ジャンピングニー、若月、スリムクラブ、ドイツみちこ、目黒沙織 |                                      |                                                                       |
| Lady In The Box                                                    | 4月1日 - 4月6日 | オパヤン                             | 堀江B面（劇団THEフォービーズ）                                        |
| Lady In The Box                                                    | 出演者：バイキング、井上マー、大西ライオン、チーモンチョーチュウ、オオカミ少年、初恋タロー、国崎恵美（吉本新喜劇）、中川美奈、上野陽子 |                                      |                                                                       |
| 放課後アゲイン                                                     | 4月8日 - 4月13日 | 樅野太紀                             | 三橋潔（ナルペクト）                                                  |
| 放課後アゲイン                                                     | 出演者：カナリア、コンマニセンチ、グランジ ※2009年4月、京橋花月にて演出・鈴木つかさ、中山功太主演、ダイアン、ミサイルマン、ネゴシックスを配して上演された。 |                                      |                                                                       |
| 花坂荘の人々#1 〜おなか、すいてない？〜                            | 4月15日 - 4月20日 | 丸山智子                             | 湊裕美子                                                              |
| 花坂荘の人々#1 〜おなか、すいてない？〜                            | 出演者：はんにゃ、フルーツポンチ、チョコレートプラネット、武内由紀子、渡辺直美 ゲスト：ピース |                                      |                                                                       |
| ラブ★ナビ                                                          | 4月22日 - 4月28日 | 鈴木しげき                           | 成島秀和（こゆび侍）                                                  |
| ラブ★ナビ                                                          | 出演者：犬の心、ザ・パンチ、ライス |                                      |                                                                       |
| 難民先生！                                                         | 4月30日 - 5月6日 | 江藤美明                             | 白坂英晃（はらぺこペンギン）                                          |
| 難民先生！                                                         | 出演者：カリカ、Bコース、椿鬼奴、とっしー、ロシアンモンキー、トレンディエンジェル、高平圭、岡田亜矢 |                                      |                                                                       |
| かあちゃん、スターになったよ                                       | 5月8日 - 5月11日 | 松本康太（レギュラー）、水戸祥平     | 中屋敷法仁（柿喰う客）                                                |
| かあちゃん、スターになったよ                                       | 出演者：ラフ・コントロール、菅広文（ロザン）、ピクニック、エリートヤンキー、神崎友里、平田敦子、中野公美子 |                                      |                                                                       |
| 花坂荘の人々#2 〜ブラザーズ&ブラザーズ〜                           | 5月13日 - 5月18日 | 丸山智子                             | 湊裕美子                                                              |
| 花坂荘の人々#2 〜ブラザーズ&ブラザーズ〜                           | 出演者：はんにゃ、武内由紀子、フルーツポンチ、チョコレートプラネット、渡辺直美 ゲスト：佐久間一行 |                                      |                                                                       |
| 車谷太郎の一生                                                     | 5月20日 - 5月25日 | 牧田明宏                             | 浅野泰徳（ジャングルベル・シアター）                                  |
| 車谷太郎の一生                                                     | 出演者：グランジ、クレオパトラ、えんにち、インポッシブル |                                      |                                                                       |
| チャレンジMONDAY#1 My eyes/Your eyes                               | 5月26日・6月2日・9日 | 根本真理子                           | 根本真理子                                                            |
| チャレンジMONDAY#1 My eyes/Your eyes                               | 出演者：ブルックリン、マヂカルラブリー、ブレーメン、井下好井、Vステーション |                                      |                                                                       |
| 犯人と人質（オレ）                                                 | 5月28日 - 6月1日 | 熊本浩武                             | 鈴木つかさ                                                            |
| 犯人と人質（オレ）                                                 | 出演者：NON STYLE、矢野勝也（矢野兵動）、ミサイルマン、ギャロップ ※のちにbaseよしもとでも上演された。 |                                      |                                                                       |
| ZOO                                                                | 6月4日 - 6月8日 | 林灰二 (Oi-SCALE)                    | 土屋亮一（シベリア少女鉄道）                                          |
| ZOO                                                                | 出演者：ゆったり感、しずる、ものいい |                                      |                                                                       |
| アグレッシブ6                                                      | 6月11日 - 6月15日 | ゴージャス村上                       | 堀江B面（劇団THEフォービーズ）                                        |
| アグレッシブ6                                                      | 出演者：井上マー、カリカ、あべこうじ、オコチャ |                                      |                                                                       |
| 花坂荘の人々#3 〜これから、そしてここから〜                        | 6月17日 - 6月22日 | 丸山智子                             | 湊裕美子                                                              |
| 花坂荘の人々#3 〜これから、そしてここから〜                        | 出演者：はんにゃ、フルーツポンチ、チョコレートプラネット、渡辺直美、島居俊介（フレンチブルドッグ）、嶋田修平（TOKYO無鉄砲）、武内由紀子 板尾創路（特別出演） |                                      |                                                                       |
| 恋の身代金                                                         | 6月24日 - 6月29日 | 辻野正樹                             | 静馬弘毅（Premier☆Million☆Carat）                                     |
| 恋の身代金                                                         | 出演者：ミルククラウン、ラフ・コントロール、かたつむり |                                      |                                                                       |
| やけくそチェンジ                                                   | 7月1日 - 7月6日 | 鈴木しげき                           | 小林七緒（流山児★事務所）                                             |
| やけくそチェンジ                                                   | 出演者：ライス、LLR、ピクニック |                                      |                                                                       |
| 1周年記念前夜祭イベント!!                                          | 7月7日 |                                      |                                                                       |
| 1周年記念前夜祭イベント!!                                          | 出演者：あべこうじ、アームストロング、犬の心、井上マー、LLR、カナリア、グランジ、佐久間一行、チーモンチョーチュウ、バッドボーイズ、はんにゃ、ピース、Bコース、平成ノブシコブシ、POISON GIRL BAND、ミルククラウン、ゆったり感、ライス、ラフ・コントロール |                                      |                                                                       |
| 神保町花月1周年記念公演 心                                         | 7月8日 - 7月10日 | 堀江B面（劇団THEフォービーズ）       | 三橋潔（ナルペクト）                                                  |
| 神保町花月1周年記念公演 心                                         | 出演者：犬の心、チーモンチョーチュウ、グランジ、武内由紀子 博多華丸・大吉（ゲスト） |                                      |                                                                       |
| 神保町花月×Confetti 企画 オールナイト神保町エチュ1グランプリ!!     | 7月11日 |                                      |                                                                       |
| 神保町花月×Confetti 企画 オールナイト神保町エチュ1グランプリ!!     | - 神保町花月選抜芸人： カリカ、カナリア、押見泰憲（犬の心）、グランジ、LLR - Confetti選抜役者： 江戸川卍丸（劇団上田）、黒岩三佳（あひるなんちゃら）、小玉久仁子（ホチキス）、斉藤きこり（オフィスインベーダー）、ザンヨウコ（危婦人）、塩田良平（神様プロデュース）、七味まゆ味（柿喰う客）、島田雅之（ダブルスチール）、白坂英晃（はらぺこペンギン）、鈴木 燦（劇団田中大樹は俺の友達しばらく会ってはいないけど誰も知らない俺の友達）、永野宗典・本多 力（ヨーロッパ企画）、中屋敷法仁（柿喰う客）、西山 聡（ブラジル）、服部弘敏（IDENTITIEZ/殿様ランチ）、原扶貴子 (KAKUTA)、吹原幸太（ポップンマッシュルームチキン野郎）、福屋吉史・役者松尾マリヲ（ロリータ男爵）、松﨑映子（マシンガンデニーロ） |                                      |                                                                       |
| 神保町花月1周年記念公演 チートマンズ〜アニバーサリーにキスをして〜 | 7月11日 - 7月12日 | 樅野太紀                             | 桝本壮志                                                              |
| 神保町花月1周年記念公演 チートマンズ〜アニバーサリーにキスをして〜 | 出演者：平成ノブシコブシ、又吉直樹（ピース）、佐久間一行、アームストロング、大西ライオン ゲスト：ハリセンボン |                                      |                                                                       |
| 神保町花月1周年記念公演 バーバー風林〜失恋理髪店〜                 | 7月13日 - 7月14日 | 久馬歩（ザ・プラン9）                | 高梨由 (TRAPPER)                                                      |
| 神保町花月1周年記念公演 バーバー風林〜失恋理髪店〜                 | 出演者：ヒデ（ペナルティ）、カナリア、POISON GIRL BAND、中野公美子、キシモトマイ、黒沢かずこ（森三中） |                                      |                                                                       |
| 黄昏                                                               | 7月16日 - 7月21日 | 白坂英晃（はらぺこペンギン）         | 河村由紀恵（テアトル・エコー）                                        |
| 黄昏                                                               | 出演者：しずる、あべこうじ、ポテト少年団、ブロードキャスト、岡田亜矢（劇団THEフォービーズ） |                                      |                                                                       |
| HI・KO・HA・CHI                                                    | 7月23日 - 7月27日 | 徳田博丸                             | 徳田博丸                                                              |
| HI・KO・HA・CHI                                                    | 出演者：ランディーズ、お〜い!久馬（ザ・プラン9）、ロシアンモンキー、桂三四郎 |                                      |                                                                       |
| 台風クラゲ                                                         | 7月29日 - 8月3日 | 成島秀和（こゆび侍）                 | 国津絵夢 (trictrac)                                                   |
| 台風クラゲ                                                         | 出演者：イシバシハザマ、コンマニセンチ、クレオパトラ、ブレーメン、ブルックリン |                                      |                                                                       |
| ツチノコ村 〜深き欲望の果て〜                                      | 8月5日 - 8月10日 | ブラジリィー・アン・山田（ブラジル） | ブラジリィー・アン・山田（ブラジル）                                  |
| ツチノコ村 〜深き欲望の果て〜                                      | 出演者：佐久間一行、ゆったり感、こりゃめでてーな、えんにち、岡田亜矢（劇団THEフォービーズ）、鈴木亜季 |                                      |                                                                       |
| 月のあかり                                                         | 8月12日 - 8月17日 | 金森直哉                             | 博多篇/高梨由 (TRAPPER) 浪花篇/齊藤宏明                               |
| 月のあかり                                                         | 博多篇（12 - 14日、17日二回目） パンクブーブー、どんぴしゃ、どりあんず、とっしー、マヂカルラブリー、岩丸夏子、大塚友里衣 浪花篇（15日 - 17日一回目） 烏龍パーク、ロシアンモンキー、エハラマサヒロ、マヂカルラブリー、井下好井、川﨑あさみ、湯浅朋子 |                                      |                                                                       |
| 湘南すずらん大学物語2008 〜波は何でも知っている〜                  | 8月19日 - 8月24日 | 丸山智子                             | 湊裕美子                                                              |
| 湘南すずらん大学物語2008 〜波は何でも知っている〜                  | 出演者：2丁拳銃、佐久間一行、はんにゃ、チョコレートプラネット、武内由紀子 |                                      |                                                                       |
| 夏の終わりのマーメイド                                             | 8月26日 - 8月31日 | 牧田明宏                             | 白坂英晃（はらぺこペンギン）                                          |
| 夏の終わりのマーメイド                                             | 出演者：ザ・パンチ、ミルククラウン、ピクニック、ジャンピングニー、大山恵理乃 |                                      |                                                                       |
| チャレンジ2DAYS イン ザ ダーク\|                                   | 9月1日 - 9月2日 | 根本真理子                           | 根本真理子                                                            |
| チャレンジ2DAYS イン ザ ダーク\|                                   | 出演者：ブレーメン、舛方・高見、南国姉妹、ブラックマン、わくわく村、大室由香利 |                                      |                                                                       |
| スイッチ                                                           | 9月4日 - 9月7日 | 奈須崇                               | 鈴木つかさ                                                            |
| スイッチ                                                           | 出演者：鈴木つかさ、奈須崇、清水けんじ、ピース、石田剛太・土佐和成（ヨーロッパ企画） |                                      |                                                                       |
| 本当の嘘                                                           | 9月9日 - 9月15日 | 小堀裕之（2丁拳銃）、宮丸直子        | 高梨由 (TRAPPER)                                                      |
| 本当の嘘                                                           | 出演者：2丁拳銃、犬の心、フルーツポンチ、キシモトマイ、リョウイチケンイチ、烏龍パーク、少年感覚、星野里佳、小林千紗 (TRAPPER)、大星圭子 (TRAPPER) |                                      |                                                                       |
| かくれんぼ                                                         | 9月17日 - 9月21日 | 吉田大吾 (POISON GIRL BAND)          | 佐野崇匡（劇団東京ミルクホール）                                      |
| かくれんぼ                                                         | 出演者：チーモンチョーチュウ、松本康太（レギュラー）、ネゴシックス、セブンbyセブン、ジューシーズ |                                      |                                                                       |
| あい LOVE ゆう                                                     | 9月23日 - 9月28日 | オコチャ                             | あべこうじ                                                            |
| あい LOVE ゆう                                                     | 出演者：サカイスト、LLR、ピクニック、とっしー、シューレスジョー、伊藤真奈美（劇団THEフォービーズ）、井口しおり（劇団THEフォービーズ）、松﨑映子（マシンガンデニーロ）、工藤史子 |                                      |                                                                       |
| ミックスナッツ#1 〜ナッツ・ミート・ナッツ〜                        | 9月30日 - 10月5日 | 丸山智子                             | 湊裕美子                                                              |
| ミックスナッツ#1 〜ナッツ・ミート・ナッツ〜                        | 出演者：POISON GIRL BAND、ゆったり感、囲碁将棋、畑中しんじろう、夏花、ドイツみちこ |                                      |                                                                       |
| 籠（かご）の城                                                     | 10月7日 - 10月13日 | 田所仁（ライス）                     | 家城啓之（カリカ）                                                    |
| 籠（かご）の城                                                     | 出演者：林克治（カリカ）、犬の心、しずる、関町知弘（ライス）、かたつむり |                                      |                                                                       |
| 山田花子芸能生活20周年記念神保町花月公演 海は青 〜seeblue〜        | 10月15日 - 10月19日 | 佐藤大（ストーリーライダーズ）       | 鈴木つかさ                                                            |
| 山田花子芸能生活20周年記念神保町花月公演 海は青 〜seeblue〜        | 出演者：山田花子、グランジ、ミルククラウン、山田あさこ |                                      |                                                                       |
| チャレンジ2DAYS マイハッピーライフ！                               | 10月20日 - 10月21日 | タピオカ                             | タピオカ                                                              |
| チャレンジ2DAYS マイハッピーライフ！                               | 出演者：ガリバートンネル、上原チョー、相原慎吾、少年感覚、ZANSIN |                                      |                                                                       |
| OFF                                                                | 10月23日 - 10月27日 | 川畑俊輔                             | 山下哲也                                                              |
| OFF                                                                | 出演者：ブロードキャスト、マキシマムパーパーサム、クレオパトラ、出雲阿国、アップダウン |                                      |                                                                       |
| ミックスナッツ#2 〜バカでもいい バカがいい〜                       | 10月29日 - 11月3日 | 丸山智子                             | 湊裕美子                                                              |
| ミックスナッツ#2 〜バカでもいい バカがいい〜                       | 出演者：カナリア、ゆったり感、囲碁将棋、畑中しんじろう、武内由紀子、ドイツみちこ |                                      |                                                                       |
| オーディション                                                     | 11月5日 - 11月9日 | ブラジリィー・アン・山田（ブラジル） | 三橋潔（ナルペクト）                                                  |
| オーディション                                                     | 出演者：ラフ・コントロール、佐久間一行、井上マー、チョコレートプラネット、ブレーメン、野良三郎、工藤史子 |                                      |                                                                       |
| グッド・コマーシャル!!                                             | 11月19日 - 11月24日 | 西野亮廣（キングコング）             | 西野亮廣（キングコング）                                              |
| グッド・コマーシャル!!                                             | 出演者：カリカ、平田敦子 |                                      |                                                                       |
| ミックスナッツ#3 〜変わらないこと 変えること〜                     | 11月26日 - 12月1日 | 丸山智子                             | 湊裕美子                                                              |
| ミックスナッツ#3 〜変わらないこと 変えること〜                     | 出演者：犬の心、ゆったり感、囲碁将棋、畑中しんじろう、ボーイフレンド、ドイツみちこ |                                      |                                                                       |
| Happy「X」day                                                      | 12月3日 - 12月7日 | 森野伸治                             | 杉田鮎味（劇団26.25団）                                               |
| Happy「X」day                                                      | 出演者：ニブンノゴ!、スリムクラブ、井下好井、長崎亭キヨちゃんぽん、岡田亜矢（劇団THEフォービーズ）、湯浅朋子、キシモトマイ、大山貴華 |                                      |                                                                       |
| ワンサイド ラブ                                                    | 12月9日 - 12月14日 | 根本真理子                           | 浅野泰徳（ジャングルベル・シアター）                                  |
| ワンサイド ラブ                                                    | 出演者：グランジ、ライス、ロシアンモンキー、オコチャ、中野公美子、川﨑あさみ |                                      |                                                                       |
| 三十路少年                                                         | 12月16日 - 12月21日 | オコチャ                             | 小林七緒（流山児★事務所）                                             |
| 三十路少年                                                         | 出演者：ピクニック、あべこうじ、もう中学生、エハラマサヒロ、シューレスジョー、とっしー、松下笑一、デッカチャン、GO!皆川、チョッパーMASA、畑中しんじろう、とくこ、出渕誠（レイザーラモン）、保母かおり (TRAPPER)、安藤絵里菜（ホリプロ） |                                      |                                                                       |
| 何者でもない花坂荘物語 〜Christmas for you〜                       | 12月23日 - 12月25日 | 丸山智子                             | 湊裕美子                                                              |
| 何者でもない花坂荘物語 〜Christmas for you〜                       | 出演者：ハリガネロック、2丁拳銃、ピース、出雲阿国、チョコレートプラネット、タカダ・コーポレーション、リョウイチケンイチ、武内由紀子 フルーツポンチ（23日）、佐久間一行（24日）、佐久間一行・はんにゃ・フルーツポンチ（25日） |                                      |                                                                       |
| 晦（つごもり）の夜の果て                                           | 12月27日 - 12月30日 | 白坂英晃（はらぺこペンギン）         | 白坂英晃（はらぺこペンギン）                                          |
| 晦（つごもり）の夜の果て                                           | 出演者：犬の心、家城啓之（カリカ）、吉村憲二（ブロードキャスト）、ネゴシックス、エリートヤンキー、ブレーメン、武田真由美、泉 粧子（マグズサムズ） |                                      |                                                                       |

### 2009年
| 公演タイトル                                                        | 公演期間 | 脚本                                                                                | 演出                                                                         |
| ------------------------------------------------------------------- | --- | ----------------------------------------------------------------------------------- | ---------------------------------------------------------------------------- |
| "新春初笑い！笑って笑って60分"の裏で…                               | 1月2日 - 1月5日 | 久馬歩（ザ・プラン9）                                                               | 堀江B面（劇団THEフォービーズ）                                               |
| "新春初笑い！笑って笑って60分"の裏で…                               | 出演者：カナリア、アームストロング、マキシマムパーパーサム、ピクニック ゲスト：NON STYLE（2日）、LLR・ミルククラウン（3日）、ラフ・コントロール・お〜い!久馬（ザ・プラン9）・山里亮太（南海キャンディーズ）（4日）、ライス（5日） |                                                                                     |                                                                              |
| セレーサ                                                            | 1月7日 - 1月12日 | タピオカ                                                                            | 間拓哉（マシンガンデニーロ）                                                 |
| セレーサ                                                            | 出演者：ミルククラウン、ライス、かたつむり、天狗、ZANSIN、アロハ、大塚友里衣、松﨑映子（マシンガンデニーロ） |                                                                                     |                                                                              |
| 落花生たち                                                          | 1月14日 - 1月18日 | 成島秀和（こゆび侍）                                                                | あべこうじ                                                                   |
| 落花生たち                                                          | 出演者：LLR、NON STYLE、クレオパトラ、初恋タロー、ササキりな、中野公美子 |                                                                                     |                                                                              |
| ほらね。〜彼女が使う魔法のコトバ〜                                  | 1月20日 - 1月25日 | 樅野太紀                                                                            | 中屋敷法仁（柿食う客）                                                       |
| ほらね。〜彼女が使う魔法のコトバ〜                                  | 出演者：チーモンチョーチュウ、ピース、ブロードキャスト、オコチャ、工藤史子 |                                                                                     |                                                                              |
| 三ツ星★ストア                                                       | 1月27日 - 2月1日 | 小杉四駆郎（劇団THEフォービーズ）                                                   | 小杉四駆郎（劇団THEフォービーズ）                                            |
| 三ツ星★ストア                                                       | 出演者：佐久間一行、犬の心、ピクニック、若月、劇団THEフォービーズ（伊藤真奈美、今村 聡、青柳佑弥、いぐちしおり、岡田亜矢） |                                                                                     |                                                                              |
| ロック54'S                                                          | 2月3日 - 2月8日 | 竹森巧（アップダウン）、西島巧輔                                                    | 山下哲也                                                                     |
| ロック54'S                                                          | 出演者：アップダウン、イシバシハザマ、こりゃめでてーな、バース、センチュアリティ、神崎友里、大塚友里衣、大山貴華 |                                                                                     |                                                                              |
| やさしい生きもの                                                    | 2月10日 - 2月15日 | 丸山智子                                                                            | 湊裕美子                                                                     |
| やさしい生きもの                                                    | 出演者：フルーツポンチ、POISON GIRL BAND、エリートヤンキー、パンプキンズ、少年感覚、田畑祐一（田畑藤本）、リョウイチケンイチ、武内由紀子 |                                                                                     |                                                                              |
| URAKEN                                                              | 2月17日 - 2月22日 | 江藤美明                                                                            | 高梨由 (TRAPPER)                                                             |
| URAKEN                                                              | 出演者：グランジ、ラフ・コントロール、来八（ライパッチ）、長崎亭キヨちゃんぽん、本当の赤ちゃん、猫デココ、由梨 ※2009年11月25日 - 26日、京橋花月にてグランジ＆ラフ・コントロール主演、犬の心、あべこうじ、キャベツ確認中、プルートボブ、お〜い!久馬（ザ・プラン9） 出演の『BENKEI－裏剣外伝』を上演。 |                                                                                     |                                                                              |
| ツノ                                                                | 2月24日 - 3月1日 | 押見泰憲（犬の心）                                                                  | 堀江B面（劇団THEフォービーズ）                                               |
| ツノ                                                                | 出演者：ゆったり感、ものいい、勝山梶、パンサー、しんじ、ドイツみちこ、大山貴華 |                                                                                     |                                                                              |
| 殺し屋一家の誕生日会                                                | 3月3日 - 3月8日 | オコチャ                                                                            | 吉谷光太郎（アクサル）                                                       |
| 殺し屋一家の誕生日会                                                | 出演者：ロシアンモンキー、犬の心、ピクニック、マヂカルラブリー、とっしー、上原チョー、工藤史子、伊藤真奈美 |                                                                                     |                                                                              |
| チャレンジ2DAYS 君と踊りたい                                        | 3月9日 - 3月10日 | 佐久間トーボ                                                                        | 大谷ノブ彦（ダイノジ）                                                       |
| チャレンジ2DAYS 君と踊りたい                                        | 出演者：げんき〜ず、BAN BAN BAN、catch!、バウンサー、わくわく村 |                                                                                     |                                                                              |
| 友よ、静かに眠れ                                                    | 3月12日 - 3月16日 | ブラジリィー・アン・山田（ブラジル）                                                | 白坂英晃（はらぺこペンギン）                                                 |
| 友よ、静かに眠れ                                                    | 出演者：レイザーラモン、ブロードキャスト、チョコレートプラネット、もう中学生、井下好井、野良三郎 |                                                                                     |                                                                              |
| ハナフブキ                                                          | 3月18日 - 3月23日 | 根本真理子                                                                          | ハセガワアユム (MU)                                                          |
| ハナフブキ                                                          | 出演者：エリートヤンキー、LLR、ジューシーズ、てっちゃん（ふくろとじ）、高尾宗宏（劇団THEフォービーズ）、大山恵理乃、星野里佳 |                                                                                     |                                                                              |
| 空蝉                                                                | 3月25日 - 3月30日 | 長谷川優貴（クレオパトラ）                                                          | 浅野泰徳（ジャングルベル・シアター）                                         |
| 空蝉                                                                | 出演者：クレオパトラ、カナリア、スリムクラブ、野性爆弾 |                                                                                     |                                                                              |
| 悪戦と苦闘の間で                                                    | 4月1日 - 4月6日 | 丸山智子                                                                            | 湊裕美子                                                                     |
| 悪戦と苦闘の間で                                                    | 出演者：ピース、チーモンチョーチュウ、若月、武内由紀子、枝村明子 |                                                                                     |                                                                              |
| マッチ売りの少女のマッチを盗んだ男                                  | 4月8日 - 4月12日 | 品田宏ノ介                                                                          | 小林七緒（流山児★事務所）                                                    |
| マッチ売りの少女のマッチを盗んだ男                                  | 出演者：アームストロング、ゆったり感、えんにち、シューレスジョー、トンファー、国崎恵美（吉本新喜劇）、由梨 |                                                                                     |                                                                              |
| バッド・バースデー！                                                | 4月14日 - 4月19日 | 宮地謙典（ニブンノゴ!）                                                             | 楢原拓                                                                       |
| バッド・バースデー！                                                | 出演者：ポテト少年団、宮地謙典（ニブンノゴ!）、増谷キートン、椿鬼奴、アホマイルド、ピクニック、ミルククラウン |                                                                                     |                                                                              |
| 宇宙でクロール                                                      | 4月21日 - 4月26日 | 冨田雄大                                                                            | 杉田鮎味（劇団26.25団）                                                      |
| 宇宙でクロール                                                      | 出演者：ライス、ラフ・コントロール、5GAP、デッカチャン、神崎友里、佐野夏芽 |                                                                                     |                                                                              |
| 盲亀浮木                                                            | 4月28日 - 5月2日 | 川畑俊輔                                                                            | あべこうじ                                                                   |
| 盲亀浮木                                                            | 出演者：チョコレートプラネット、グランジ、囲碁将棋、鈴木亜季 |                                                                                     |                                                                              |
| ダイヤル38                                                          | 5月3日 - 5月6日 | 西野亮廣（キングコング）                                                            | 西野亮廣（キングコング）                                                     |
| ダイヤル38                                                          | 出演者：西野亮廣（キングコング） |                                                                                     |                                                                              |
| ホントの自分                                                        | 5月8日 - 5月12日 | 山下哲也                                                                            | 白坂英晃（はらぺこペンギン）                                                 |
| ホントの自分                                                        | 出演者：LLR、イシバシハザマ、マキシマムパーパーサム、ブレーメン |                                                                                     |                                                                              |
| 神保町花月100回記念公演 ダメミファソラシド〜♪                       | 5月14日 - 5月17日 | 丸山智子                                                                            | 湊裕美子                                                                     |
| 神保町花月100回記念公演 ダメミファソラシド〜♪                       | 出演者：カナリア、平成ノブシコブシ、しずる、武内由紀子 |                                                                                     |                                                                              |
| 古手川ドリームランド                                                | 5月19日 - 5月24日 | 堀江B面（劇団THEフォービーズ）                                                      | スギタクミ（危婦人）                                                         |
| 古手川ドリームランド                                                | 出演者：ブロードキャスト、佐久間一行、サカイスト、バース、トンファー |                                                                                     |                                                                              |
| 神保町花月×Confetti 企画 第3回オールナイト神保町エチュ1グランプリ!! | 5月22日 |                                                                                     |                                                                              |
| 神保町花月×Confetti 企画 第3回オールナイト神保町エチュ1グランプリ!! | MC：武内由紀子 - 神保町花月選抜芸人： カナリア、LLR、ロシアンモンキー、チョコレートプラネット、バイキング - Confetti選抜役者： 赤荻純瞬（劇26．25団）、伊藤伸太朗（劇団チャリＴ企画）、伊藤真奈美（劇団THEフォービーズ）、内山ちひろ（インパラプレパラート）、小田篤史 (Tokyo Comedy Store j)、角田ルミ（角角ストロガのフ）、川島潤哉（コマツ企画）、北川 仁（とくお組）、黒木正浩（ヨーロッパ企画）、ザンヨウコ（危婦人）、大佐藤崇、高木珠里（劇団宝船）、立浪伸一（はらぺこペンギン）、羽賀蓉子（東京ヴォードヴィルショー）、深井順子（FUKAIPRODUCE羽衣）、村上誠基（柿喰う客）、若尾桂子（ナルペクト） |                                                                                     |                                                                              |
| 前夜じゃ! 〜東京シュール5〜                                         | 5月26日 - 5月31日 | 吉田大吾（POISON GIRL BAND）                                                        | 押見泰憲（犬の心）                                                           |
| 前夜じゃ! 〜東京シュール5〜                                         | 出演者：カリカ、池谷賢二（犬の心）、POISON GIRL BAND、ライス、かたつむり |                                                                                     |                                                                              |
| マイホーム                                                          | 6月2日 - 6月7日 | タピオカ                                                                            | 高梨由 (TRAPPER)                                                             |
| マイホーム                                                          | 出演者：ミルククラウン、LLR、クレオパトラ、来八（ライパッチ）、惑星プラネット、工藤史子、玉城美奈子、小林千紗 (TRAPPER) |                                                                                     |                                                                              |
| ディグ！                                                            | 6月9日 - 6月14日 | 宮地謙典（ニブンノゴ！）                                                            | 成島秀和（こゆび侍）                                                         |
| ディグ！                                                            | 出演者：ニブンノゴ!、金成公信（ハローバイバイ）、入江慎也（カラテカ）、イシバシハザマ、シューレスジョー、パンサー、パルパティーン |                                                                                     |                                                                              |
| ヒットメーカー!!                                                    | 6月16日 - 6月21日 | 川畑俊輔                                                                            | 三橋潔（ナルペクト）                                                         |
| ヒットメーカー!!                                                    | 出演者：グランジ、ポテト少年団、長崎亭キヨちゃんぽん、ブレーメン、御茶ノ水男子、若尾桂子（ナルペクト） |                                                                                     |                                                                              |
| リーベ座の怪人                                                      | 6月23日 - 6月27日 | 根本真理子                                                                          | 浅野泰徳（ジャングルベル・シアター）                                         |
| リーベ座の怪人                                                      | 出演者：マヂカルラブリー、アームストロング、チョコレートプラネット、2700、とっしー、ドイツみちこ、出雲阿国、春名友美 |                                                                                     |                                                                              |
| チャレンジ2DAYS シンジルココロ。                                    | 6月28日 - 6月29日 | 舛方一真                                                                            | 長谷川優貴（クレオパトラ）                                                   |
| チャレンジ2DAYS シンジルココロ。                                    | 出演者：ありがとう、ハンマミーヤ、川上牧子、Vステーション |                                                                                     |                                                                              |
| 清掃開始！                                                          | 7月2日 - 7月5日 | 久馬歩（ザ・プラン9）                                                               | 足立拓也（マシンガンデニーロ）                                               |
| 清掃開始！                                                          | 出演者：ヒデ（ペナルティ）、ラフ・コントロール、サカイスト、若月、広瀬陽子（テンダープロ）、ガリバートンネル、三浦唯歌（自然のいえ） ※2009年10月3日 - 4日、脚本・演出：久馬 歩によるセルフ・プロデュース作『及川クリーンカンパニー』として、京橋花月で上演。主演・前田耕陽。そのほか出演は、浅越ゴエ・ヤナギブソン（ザ・プラン9）、武内由紀子、span!、GAG少年楽団、浅本美加 (YGA)、笑福亭松之助 |                                                                                     |                                                                              |
| 神保町花月2周年記念公演 UNSUNG HEROES〜謳われることのない英雄たち〜 | 7月7日 - 7月11日 | 丸山智子                                                                            | 湊裕美子                                                                     |
| 神保町花月2周年記念公演 UNSUNG HEROES〜謳われることのない英雄たち〜 | 出演者：佐久間一行、POISON GIRL BAND、ピース、ライス、渡辺直美、武内由紀子、リョウイチケンイチ |                                                                                     |                                                                              |
| 暗闇のラブソング                                                    | 7月12日・13日・16日 | 山本渉（CMプランナー）                                                              | 山下哲也                                                                     |
| 暗闇のラブソング                                                    | 出演者：ロバート、ブロードキャスト、かたつむり、延増静美（毛皮族）、ワダヤマブルー ※追加公演：7月15日19:00- |                                                                                     |                                                                              |
| NSCチャレンジオムニバス                                             | 7月18日 - 7月20日 |                                                                                     |                                                                              |
| NSCチャレンジオムニバス                                             | 18日：南国姉妹、キューティーブロンズ、ササラモサラ、微人、ササキりな、スパイク、ワダヤマブルー 19日：バンビローシ、相原慎吾、三ツ星ジョージ、パンチライン、姫ちゃん、川上牧子、カゲヤマ 20日：バックスクリーン、本多おさむ、ともくんとしんぺい、中村雅俊、MCヤジー、魁くん、東京茶番劇場 |                                                                                     |                                                                              |
| 月見草                                                              | 7月22日 - 7月26日 | 白坂英晃（はらぺこペンギン） 冨田雄大、又吉直樹（ピース） 神保町写楽（LLR伊藤智博） | 冨田雄大、又吉直樹（ピース） 神保町写楽（LLR伊藤智博）                       |
| 月見草                                                              | 出演者：ピクニック、ピース、LLR、オコチャ、枝村明子、工藤史子、伊藤真奈美（劇団THEフォービーズ）、大山貴華、荻原由貴（ランニングホームラン） 特別公演：「トークライブ」 |                                                                                     |                                                                              |
| いきるきっかけ                                                      | 7月28日 - 8月2日 | 江藤美明                                                                            | 西沢栄治 (JAM SESSION) → 河童はじめ ※稽古段階で演出家交代を発表              |
| いきるきっかけ                                                      | 出演者：ジャングルポケット、ライス、シューレスジョー、くすのきひろみ、大塚友里衣、KBBY |                                                                                     |                                                                              |
| チャレンジ3DAYS 青空、バンザイ！                                    | 8月4日 - 8月9日 | スギタクミ（危婦人）                                                                | 8月4日 - 6日 宮地謙典（ニブンノゴ!） 8月7日 - 9日 金成公信（ハローバイバイ） |
| チャレンジ3DAYS 青空、バンザイ！                                    | 8月4日 - 6日：少年感覚、スリムクラブ、あわよくば、バース、吉本 大（ダイタク）、春名友美、しまだゆかり、アロハ 8月7日 - 9日：ボーイフレンド、セブンbyセブン、ガリバートンネル、吉本拓（ダイタク）、玉城美奈子、セクシャルバイオレット、なんやかんや、ジュエリー詩織 |                                                                                     |                                                                              |
| 限りなく灰色に近い光                                                | 8月11日 - 8月16日 | オパヤン                                                                            | 中屋敷法仁（柿食う客）                                                       |
| 限りなく灰色に近い光                                                | 出演者：アップダウン、マキシマムパーパーサム、マヂカルラブリー、トンファー、中野公美子 |                                                                                     |                                                                              |
| 神保町ナイトフィーバー〜神保町花月オールナイトコーナーライブ        | 8月14日 |                                                                                     |                                                                              |
| 神保町ナイトフィーバー〜神保町花月オールナイトコーナーライブ        | MC：POISON GIRL BAND 出演者：イシバシハザマ、ミルククラウン、クレオパトラ、ジューシーズ、ライス、かたつむり、少年少女、なんしぃ（大好物）、大貫さん（タカダ・コーポレーション）、パンサー、チョコレートプラネット ※オールナイト公演限定 来場者特典：神保町花月×ボンディ オリジナルカレー付 |                                                                                     |                                                                              |
| 夕立の忘れ物                                                        | 8月18日 - 8月23日 | 白坂英晃（はらぺこペンギン）                                                        | 白坂英晃（はらぺこペンギン）                                                 |
| 夕立の忘れ物                                                        | 出演者：パンサー、ミルククラウン、ふくろとじ、石井あす香 |                                                                                     |                                                                              |
| 神保町花月×Confetti 企画 第4回オールナイト神保町エチュ1グランプリ!! | 8月21日 |                                                                                     |                                                                              |
| 神保町花月×Confetti 企画 第4回オールナイト神保町エチュ1グランプリ!! | MC：武内由紀子 - 神保町花月選抜芸人： POISON GIRL BAND、ボン溝黒（カナリア）、ラフ・コントロール、ピクニック、チョコレートプラネット、ジャングルポケット、なだぎ武（ザ・プラン9）、お〜い!久馬（ザ・プラン9） - Confetti選抜役者： 宮本英威（役者兼新聞記者）、福田高徳（メタリック農家）、本郷剛史（柿食う客）、佐野功・永塚俊太郎（とくお組）、武藤心平（7%竹）、江戸川卍丸（劇団上田）、実川ゆか (tokyo comedy store j)、堀川炎（世田谷シルク）、岩崎オクサナ・こまつみちる（コマツ企画）、佐藤みゆき（こゆび侍）、松崎映子（マシンガンデニーロ）、水野以津美（劇団THEフォービーズ）、国崎恵美（吉本新喜劇） ※オールナイト公演限定 来場者特典：神保町花月×ボンディ オリジナルカレー付 |                                                                                     |                                                                              |
| 傷心旅行〜センチメンタルジャーニー〜                                | 8月25日 - 8月30日 | ブラジリィー・アン・山田（ブラジル）                                                | 広瀬格（smokers）                                                            |
| 傷心旅行〜センチメンタルジャーニー〜                                | 出演者：ライパッチ、天狗、大山恵理乃、ハリガネロック、サカイスト |                                                                                     |                                                                              |
| フィラデルフィア                                                    | 9月1日・2日・5日・6日 | タピオカ                                                                            | 成島秀和（こゆび侍）                                                         |
| フィラデルフィア                                                    | 出演者：佐久間一行、野性爆弾、ロシアンモンキー、囲碁将棋、岡田亜矢・いぐちしおり（劇団THEフォービーズ） |                                                                                     |                                                                              |
| 神保町花月×Confetti 企画 エチュ1-60                                 | 9月3日・4日 |                                                                                     |                                                                              |
| 神保町花月×Confetti 企画 エチュ1-60                                 | MC：ニブンノゴ!・武内由紀子（3日）、LLR・武内由紀子（4日） 3日：グランジ、犬の心、ライス、ノンスモーキン ゲスト：今村聡（劇団THEフォービーズ）、遠藤友美賀 (play unit-fullfull)、大星圭子 (TRAPPER)、菊池健一 4日：ロシアンモンキー、ミルククラウン、ジューシーズ、パンサー ゲスト：工藤史子、だてあずみ。(TRAPPER)、園田裕樹（はらぺこペンギン！）、廣瀬友美（こゆび侍） |                                                                                     |                                                                              |
| サンデー、マガジン、ニシムラ                                        | 9月8日 - 9月13日 | 宮地謙典（ニブンノゴ！）                                                            | 小林七緒（流山児★事務所）                                                    |
| サンデー、マガジン、ニシムラ                                        | 出演者：ジューシーズ、バッドボーイズ（Wキャスト：2700）、アームストロング、タカダ・コーポレーション、菊池健一 |                                                                                     |                                                                              |
| 暇だったから                                                        | 9月15日 - 9月20日 | 樅野太紀                                                                            | 毛利亘宏（少年社中）                                                         |
| 暇だったから                                                        | 出演者：かたつむり、Bコース、メルヘン倶楽部、浜口順子（ホリプロ） |                                                                                     |                                                                              |
| タネと仕掛け                                                        | 9月22日 - 9月27日 | 根本真理子                                                                          | 亀田真二郎（東京パチプロデュース）                                           |
| タネと仕掛け                                                        | 出演者：若月、イシバシハザマ、エリートヤンキー、BAN BAN BAN、P+K、枝村明子、石川えちこ、荻原由貴（ランニングホームラン）、川上牧子 |                                                                                     |                                                                              |
| オスメス                                                            | 9月30日 - 10月4日 | 木村タカヒロ                                                                        | 板垣雄亮（殿様ランチ）                                                       |
| オスメス                                                            | 出演者：チーモンチョーチュウ、ブロードキャスト、ピクニック、ノンスモーキン、国崎恵美（吉本新喜劇）、松崎映子（マシンガンデニーロ）、大塚友里衣 ※特別公演：「トークライブ」（10月4日18:30 - ） |                                                                                     |                                                                              |
| 神保町花月チャレンジ特別公演 東京大吾組 君の瞳がまぶしくて…         | 9月28日・10月5日 | 東京大吾組                                                                          | 佐藤大（グランジ）                                                           |
| 神保町花月チャレンジ特別公演 東京大吾組 君の瞳がまぶしくて…         | 出演者：吉田大吾 (POISON GIRL BAND) 、佐藤大（グランジ）、福田恵悟 (LLR)、長澤喜稔（マキシマムパーパーサム）、真栄田賢（スリムクラブ）、橘実（エリートヤンキー）、伊藤真奈美（劇団THEフォービーズ）、大星圭子 (TRAPPER) |                                                                                     |                                                                              |
| 神保町花月肉糞亭特別公演 肉糞華劇団〜コサジ一杯の鳥の中身〜         | 10月7日 - 10月12日 | 川島邦裕（野性爆弾）                                                                | 伊部譲二                                                                     |
| 神保町花月肉糞亭特別公演 肉糞華劇団〜コサジ一杯の鳥の中身〜         | 出演者：川島邦裕（野性爆弾）、カナリア、福島善成（ガリットチュウ）、Bコース、延増静美（毛皮族） ゲスト：千原ジュニア（千原兄弟、7日）、蛍原徹（雨上がり決死隊、8日）、木村明浩（バッファロー吾郎、9日）、なだぎ武（ザ・プラン9、10日）、ピース（11日）、千原せいじ（千原兄弟、12日） |                                                                                     |                                                                              |
| 「かつて」の意味                                                    | 10月14日 - 10月19日 | 川畑俊輔                                                                            | 杉田鮎味（劇26.25団）                                                        |
| 「かつて」の意味                                                    | 出演者：犬の心、パンサー、クレオパトラ、バックスクリーン、九次元、マンキンタン、フレンドリー田崎、ゆきち先生 |                                                                                     |                                                                              |
| ぼのほの                                                            | 10月21日 - 10月25日 | 冨田雄大                                                                            | 足立拓也（マシンガンデニーロ）                                               |
| ぼのほの                                                            | 出演者：もう中学生、LLR、少年感覚、レギュラー、ソドム、すま、山田あさこ、工藤史子、川原麻衣（赤と黒） |                                                                                     |                                                                              |
| 吹き荒れろ俺たちの春イチバン                                        | 10月27日 - 11月1日 | 堀善雄（ザ・プレイボーイズ）                                                        | 吉谷光太郎（アクサル）                                                       |
| 吹き荒れろ俺たちの春イチバン                                        | 出演者：POISON GIRL BAND、ミルククラウン、ボーイフレンド、井下好井 |                                                                                     |                                                                              |
| 遠くにゆく前に                                                      | 11月3日・4日・7日・8日・9日 | ヒロセエリ (play unit-fullfull)                                                     | 三浦直之（ロロ）                                                             |
| 遠くにゆく前に                                                      | 出演者：金成公信（ハローバイバイ）、少年少女、長崎亭キヨちゃんぽん、ガリバートンネル、遠藤友美賀 (play unit-fullfull)、菊池健一 |                                                                                     |                                                                              |
| 願わくば、幸せに                                                    | 11月11日・12日・14日 - 16日 | 桑原尚希（クレオパトラ）                                                            | 三橋潔（ナルペクト）                                                         |
| 願わくば、幸せに                                                    | 出演者：エハラマサヒロ、くまだまさし、増谷キートン、ピクニック、シューレスジョー、畑中しんじろう、折原みか（アヴィラ）、鈴木亜季 |                                                                                     |                                                                              |
| ジパングエクスプレス                                                | 11月18日 - 11月23日 | 山下哲也                                                                            | 鎌田順也（ナカゴー）                                                         |
| ジパングエクスプレス                                                | 出演者：サカイスト、林大介（かたつむり）、2700、シソンヌ |                                                                                     |                                                                              |
| テンプテーション                                                    | 11月24日・25日・26日・28日・29日 | タピオカ                                                                            | 浅野泰徳（ジャングルベル・シアター）                                         |
| テンプテーション                                                    | 出演者：ライス、天津、チョコレートプラネット、バース |                                                                                     |                                                                              |
| 神保町花月×Confetti 企画 エチュ1 チャンピオンズリーグ               | 11月5日・6日・13日・27日 |                                                                                     |                                                                              |
| 神保町花月×Confetti 企画 エチュ1 チャンピオンズリーグ               | MC：武内由紀 日替わりMC：金成公信（ハローバイバイ）・菊地健一（5日）、カナリア（6日）、綾部祐二（ピース）・オコチャ（13日18:00）、チーモンチョーチュウ（13日20:00）、Bコース（27日18:00）、ニブンノゴ!（27日20:00） ※太字はMVP - 11月5日［グループA］ 浅越ゴエ（ザ・プラン9）、ヤナギブソン（ザ・プラン9）、POISON GIRL BAND、ミルククラウン、クレオパトラ、チョコレートプラネット ゲスト：武藤心平（7%竹）、舘そらみ（ガレキの太鼓）、鈴木アメリ（犬と串）、中川朝子（芸術集団れんこんきすた） - 11月6日［グループB］ 野性爆弾、天津、LLR、エハラマサヒロ、ライス ゲスト：北嶋てつや（オレガ）、江戸川卍丸（劇団上田）、井上雄策（フリー）、ザンヨウコ（危婦人）、丹羽紋子（ナルペクト） - 11月13日［グループC］ サカイスト、グランジ、シューレスジョー、2700、ジャングルポケット ゲスト：津田拓哉（津田記念日）、渡辺芳博（虚構の劇団）、水口ケンロウ（バウスプリット）、いぐちしおり（劇団THEフォービーズ） - 11月13日［グループD］ イシバシハザマ、セブンbyセブン、囲碁将棋、かたつむり、バース ゲスト：鈴木 燦（劇団田中大樹は俺の友達しばらく会ってはいないけど誰も知らない俺の友達）、三浦文太郎（秘密兵器）、矢野将一（演劇日々）、芳賀晶（熱帯）、三橋潔（ナルペクト） - 11月27日［グループE］ 佐久間一行、ピクニック、若月、ジューシーズ、パンサー ゲスト：大石敦士（北区つかこうへい劇団）、如月せいいちろー（ウラダイコク）、谷部聖子（ペテカン）、西岡知美（カミナリフラッシュバックス） - 11月27日［グループF］ 犬の心、椿鬼奴、ラフ・コントロール、ロシアンモンキー、ブロードキャスト、もう中学生 ゲスト：渡猛 (tokyo comedy store j) 、鈴木規史（とくお組）、江原しおり（ウラダイコク）、川村紗也（劇団競泳水着） |                                                                                     |                                                                              |
| ボクノカラダ                                                        | 12月1日・2日・3日・5日・6日 | 成島秀和（こゆび侍）                                                                | 西森英行 (Innocent Sphere)                                                   |
| ボクノカラダ                                                        | 出演者：カリカ、犬の心、ガリットチュウ、ハンマミーヤ（1日・3日・5日・6日）、セブンbyセブン（2日）、キャプテン山口（ジョーカー）、カゲヤマ、growing growing、小野晴子（プロダクション尾木） |                                                                                     |                                                                              |
| かわいた血                                                          | 12月8日 - 12月14日 | 根本真理子                                                                          | 佐野崇匡（劇団東京ミルクホール）                                             |
| かわいた血                                                          | 出演者：パンサー、ジューシーズ、ジェラードン（11日 - 13日）、0.03秒 客演：安田大サーカス（松竹芸能、8日・9日・10日・14日） |                                                                                     |                                                                              |
| 1億円                                                               | 12月16日 - 12月20日 | ゴージャス村上                                                                      | 毛利亘宏（少年社中）                                                         |
| 1億円                                                               | 出演者：ニブンノゴ!、Bコース、ポテト少年団（16 - 19日）、グランジ、コンマニセンチ（20日）、はいじぃ（20日）、武田尚子 ※特別公演「トークライブ」 |                                                                                     |                                                                              |
| Christmas concert in 神保町花月                                     | 12月22日 - 12月24日 | 丸山智子                                                                            | 湊裕美子                                                                     |
| Christmas concert in 神保町花月                                     | 出演者：佐久間一行、吉田大吾 (POISON GIRL BAND)、出雲阿国、チョコレートプラネット、リョウイチケンイチ、大貫さん（タカダ・コーポレーション） ゲスト：チーモンチョーチュウ（22日）、カナリア（23日）、ピース（24日） |                                                                                     |                                                                              |
| 神保町花月×Confetti 企画 エチュ1 チャンピオンズリーグファイナル     | 12月25日 |                                                                                     |                                                                              |
| 神保町花月×Confetti 企画 エチュ1 チャンピオンズリーグファイナル     | 出演者：お〜い!久馬（ザ・プラン9）、五明拓弥（グランジ）、ピクニック、福田恵悟 (LLR)、もう中学生、林 大介（かたつむり）、長田庄平（チョコレートプラネット）、武藤心平（7%竹）、ザンヨウコ（危婦人）、渡辺芳博（虚構の劇団）、矢野将一（演劇日々）、如月せいいちろー（ウラダイコク）、渡 猛 (tokyo comedy store j) |                                                                                     |                                                                              |
| 10年計画ボーイズ－前編－煩悩のマシンガン                            | 12月27日 - 12月30日 | 冨田雄大                                                                            | 白坂英晃（はらぺこペンギン）                                                 |
| 10年計画ボーイズ－前編－煩悩のマシンガン                            | 出演者：LLR、ミルククラウン、若月、ライス、林大介（かたつむり）、ピクニック ※特別公演「トークライブ」（30日 21:00 - ） |                                                                                     |                                                                              |
| 神保町花月COUNT DOWN09→10おもしろライブ                             | 12月31日 |                                                                                     |                                                                              |
| 神保町花月COUNT DOWN09→10おもしろライブ                             | 出演者：野性爆弾、シベリア文太、お〜い!久馬・ヤナギブソン（ザ・プラン9）、ハリガネロック、Bコース、ガリットチュウ、POISON GIRL BAND、平成ノブシコブシ、佐藤大・五明拓弥（グランジ）、ロシアンモンキー、2700、チョコレートプラネット |                                                                                     |                                                                              |

### 2010年
| 公演タイトル                                                       | 公演期間 | 脚本                                       | 演出                                 |
| ------------------------------------------------------------------ | --- | ------------------------------------------ | ------------------------------------ |
| 10年計画ボーイズ－後編－ポチ袋のエクスタシー                       | 1月2日 - 1月4日 | 冨田雄大                                   | 白坂英晃(はらぺこペンギン!）         |
| 10年計画ボーイズ－後編－ポチ袋のエクスタシー                       | 出演者：佐久間一行、POISON GIRL BAND、ラフ・コントロール、ロシアンモンキー、マキシマムパーパーサム、ピクニック                                                                                      |                                            |                                      |
| kisskisskiss2010                                                   | 1月6日 - 1月10日 | カリカやしろ                               | カリカやしろ                         |
| kisskisskiss2010                                                   | 出演者：平田敦子、安達健太郎（カナリア）、チーモンチョーチュウ、ブレーメン、ジャングルポケット |                                            |                                      |
| 夢の中の君へ                                                       | 1月13日 - 1月17日 | タピオカ                                   | あべこうじ                           |
| 夢の中の君へ                                                       | 出演者：ゆったり感、クレオパトラ、エリートヤンキー、林 大介（かたつむり）、メルヘン倶楽部 |                                            |                                      |
| 誰なんだ                                                           | 1月19日 - 1月23日 | 谷口聡                                     | 山下哲也                             |
| 誰なんだ                                                           | 出演者：2丁拳銃、ブロードキャスト、LLR、シューレスジョー |                                            |                                      |
| どん底梅子の一生瓶                                                 | 1月24日 - 1月29日 | 宮地謙典（ニブンノゴ!）                    | ゴージャス村上                       |
| どん底梅子の一生瓶                                                 | 出演者：キュートン（増谷キートン、くまだまさし、アホマイルド、椿鬼奴、しんじ）、ブロードキャスト、宮地謙典（ニブンノゴ！）、ポテト少年団                                                            |                                            |                                      |
| 水面花                                                             | 1月30日 - 2月3日 | 長谷川優貴（クレオパトラ）                 | ブラジリィー・アン・山田（ブラジル） |
| 水面花                                                             | 出演者：パンサー、少年少女、ロシアンモンキー、マキシマムパーパーサム、井上虫歯二本、大貫さん（タカダ・コーポレーション）                                                                            |                                            |                                      |
| チャレンジ特別公演 彼女が死ぬまでの30日間のブログ                  | 2月6日 - 2月7日 | 文田大介（囲碁将棋）、長内英寿             | 西島永悟（エリートヤンキー）         |
| チャレンジ特別公演 彼女が死ぬまでの30日間のブログ                  | 出演者：囲碁将棋、井下好井、タモンズ、大室由香利 |                                            |                                      |
| バッファロー吾郎特別公演 たそがれドラゴンボール                    | 2月9日 - 2月14日 | 木村明浩（バッファロー吾郎）               | 森                                   |
| バッファロー吾郎特別公演 たそがれドラゴンボール                    | 出演者：バッファロー吾郎、ダイアン、アジアン |                                            |                                      |
| 咆号                                                               | 2月16日 - 2月21日 | 又吉直樹（ピース）                         | 高橋崇                               |
| 咆号                                                               | 出演者：平成ノブシコブシ、ピース、渡辺直美 |                                            |                                      |
| 神保町花月×RUF×スターダストプロモーション特別公演 ダブルブッキング | 2月23日 - 2月28日 | 水野重幸                                   | 野沢トオル                           |
| 神保町花月×RUF×スターダストプロモーション特別公演 ダブルブッキング | 出演者：渡部紘士 (RUF)、豊田裕也（スターダストプロモーション）、ジャングルポケット、矢ケ崎一樹 (RUF)、諭吉、姫ちゃん、工藤史子、枝村明子                                                            |                                            |                                      |
| 少年Xプロジェクト特別公演 少年X‐しょうねんえっくす‐                | 3月2日 - 3月7日 | 白岩久弥                                   | 三宮浩嗣                             |
| 少年Xプロジェクト特別公演 少年X‐しょうねんえっくす‐                | 出演者：平成ノブシコブシ、ヒデ（ペナルティ）、2丁拳銃、堤下敦（インパルス）、鈴木あきえ、ピース、大山ルミ（大山姉妹）、ネゴシックス、川口清行（ロシアンモンキー）                                   |                                            |                                      |
| しらゆき                                                           | 3月9日 - 3月14日 | 根本真理子                                 | 堀江Ｂ面（THEフォービーズ）          |
| しらゆき                                                           | 出演者：佐久間一行、犬の心、若月、アロハ、御茶ノ水男子、折原みか（アヴィラ）、ジュリック、他 |                                            |                                      |
| 本番行きます！                                                     | 3月16日 - 3月19日、21日 | 宮地謙典（ニブンノゴ!）                    | 宮地謙典（ニブンノゴ!）              |
| 本番行きます！                                                     | 出演者：ピクニック、ミルククラウン、パンサー、シューレスジョー、レイザーラモンRG、トレンディエンジェル、他                                                                                          |                                            |                                      |
| いつしよ                                                           | 3月23日 - 3月28日 | 神保町写楽（LLR伊藤）                      | 白坂英晃（はらぺこペンギン!）        |
| いつしよ                                                           | 出演者：もう中学生、グランジ、クレオパトラ、オコチャ、石井あす香、加護亜依、他 |                                            |                                      |
| 雨プラネット砂ハート                                               | 3月30日 - 4月4日 | 福田晶平                                   | 足立拓也（マシンガンデニーロ）       |
| 雨プラネット砂ハート                                               | 出演者：ライス、ジューシーズ、少年感覚、京本有加、他 |                                            |                                      |
| BIRD THE HATと見えないピンク                                       | 4月6日－4月10日 | 冨田雄大                                   | 毛利亘宏（少年社中）                 |
| BIRD THE HATと見えないピンク                                       | 出演者：アームストロング、囲碁将棋、井下好井、シソンヌ、他 |                                            |                                      |
| It's show time!                                                    | 4月11日－4月19日 | 関根雅史（ブレーメン）                     | 林大介（かたつむり）                 |
| It's show time!                                                    | 出演者：インポッシブル、少年少女、岡部秀範（ブレーメン）、トレンディエンジェル、ガリバートンネル、他                                                                                                |                                            |                                      |
| clubプリンス                                                       | 4月13日－4月18日 | まさよし（サカイスト                       | 三橋潔（ナルペクト）                 |
| clubプリンス                                                       | 出演者：サカイスト、LLR、ミルククラウン、マキシマムパーパーサム、他 |                                            |                                      |
| あのロックスターはギターが弾けなかった．．．                       | 4月21日 - 4月27日 | POISON GIRL BAND・吉田                     | 成島秀和                             |
| あのロックスターはギターが弾けなかった．．．                       | 出演者：イシバシハザマ、チーモンチョーチュウ、あわよくば、ハローケイスケ、田中涼子、工藤史子、他 |                                            |                                      |
| ムネリンピック                                                     | 4月28日－5月1日、5月3日 | 永野宗典（ヨーロッパ企画）                 | 永野宗典（ヨーロッパ企画）           |
| ムネリンピック                                                     | 出演者：角田貫志、永野宗典、カリカ、犬の心、他 |                                            |                                      |
| RYOMA!                                                             | 5月7日－5月12日 | タピオカ                                   | 堀川炎（世田谷シルク）               |
| RYOMA!                                                             | 出演者：POISON GIRL BAND、グランジ、エリートヤンキー、天狗、他 |                                            |                                      |
| インコンプリートボーイズ #1下手クソ過ぎる生き方                    | 5月13日－5月17日 | 丸山智子                                   | 白坂英晃（はらぺこペンギン!）        |
| インコンプリートボーイズ #1下手クソ過ぎる生き方                    | 出演者：ボーイフレンド、少年感覚、あわよくば、川崎亜沙美、大塚友里衣、他 |                                            |                                      |
| 穴                                                                 | 5月18日－5月23日 | 長谷川優貴（クレオパトラ）                 | 吉谷光太郎（Axle）                   |
| 穴                                                                 | 出演者：シューレスジョー、カナリア、ピクニック、チョコレートプラネット、パンプキンズ、くすのきひろみ、他                                                                                            |                                            |                                      |
| ある妖怪のおはなし                                                 | 5月25日－5月30日 | ゴージャス村上                             | 浅野泰徳（ジャングルベル・シアター） |
| ある妖怪のおはなし                                                 | 出演者：ライス、若月、インポッシブル、林大介（かたつむり）、ササキりな、他 |                                            |                                      |
| ハノイの塔                                                         | 6月1日、6月3日 | 村上とおる                                 | 村上とおる                           |
| ハノイの塔                                                         | 出演者：桜・稲垣早希、シソンヌ、御茶ノ水男子、アグラセイザ、野々垣濯太(ジナン)、他 |                                            |                                      |
| GONIN                                                              | 6月2日、6月4日 - 6月6日 | 長谷川優貴 (クレオパトラ)                  | 松田洋昌(ハイキングウォーキング)     |
| GONIN                                                              | 出演者：くまだまさし、押見泰憲(犬の心)、又吉直樹(ピース)、徳井健太(平成ノブシコブシ)、遠山大輔(グランジ)、ハローケイスケ、フラッパー☆、ざしきわらし、ライトミール、工藤史子、オクヨコ、カゲヤマ、他 |                                            |                                      |
| ある家庭教師の憂鬱                                                 | 6月8日 - 6月13日 | 山下哲也                                   | 小林七緒(流山児★事務所)              |
| ある家庭教師の憂鬱                                                 | 出演者：パンサー、佐久間一行、サカイスト、伊藤真奈美(THEフォービーズ)、水野以津美(THEフォービーズ)、他                                                                                              |                                            |                                      |
| 夏だから。夏こそは。夏なのに。                                     | 6月14日 - 6月19日 | 桑原尚希(クレオパトラ)/原案:福田恵悟 (LLR) | 田島孝一(こんにちは計画)             |
| 夏だから。夏こそは。夏なのに。                                     | 出演者：LLR、ミルククラウン、クレオパトラ、ライパッチ、若尾桂子(ナルペクト)、広瀬陽子(テンダープロ)、他                                                                                             |                                            |                                      |
| インコンプリートボーイズ #2本日も散々なり                          | 6月22日 - 6月27日 | 丸山智子                                   | 白坂英晃（はらぺこペンギン!）        |
| インコンプリートボーイズ #2本日も散々なり                          | 出演者：ボーイフレンド、少年感覚、あわよくば、諭吉、川崎亜沙美、大塚友里衣、本多おさむ、あげは、オザとイク、ダイタク、他                                                                            |                                            |                                      |
| 消去法                                                             | 6月29日 - 7月1日、7月3日、7月4日 | 久馬歩                                     | 佐野崇匡(劇団東京ミルクホール)       |
| 消去法                                                             | 出演者：五明拓弥(グランジ)、浅越ゴエ(ザ・プラン9)、ヤナギブソン(ザ・プラン9)、犬の心、佐藤大(グランジ)、出雲阿国、岡田亜矢(THEフォービーズ)、オクヨコ、他                                           |                                            |                                      |
| 罪と蜜                                                             | 7月7日 - 7月11日 | 丸山智子                                   | 湊裕美子                             |
| 罪と蜜                                                             | 出演者：ピース、パンサー、ピクニック、チョコレートプラネット、他 |                                            |                                      |
| テルニ                                                             | 7月20日 - 7月25日 | 松橋周太呂(ジューシーズ)                   | 田所仁(ライス)                       |
| テルニ                                                             | 出演者：関町知弘(ライス)、赤羽健一(ジューシーズ)、児玉智洋(ジューシーズ)、エリートヤンキー、囲碁将棋、天狗、他9期生日替わりゲスト                                                                   |                                            |                                      |
| チャレンジ特別公演 地獄の沙汰で気分次第                            | 9月4日 - 9月5日、9月7日 | 文田大介（囲碁将棋）、長内英寿             | 田島孝一（こんにちは計画）           |
| チャレンジ特別公演 地獄の沙汰で気分次第                            | 出演者：囲碁将棋、山田カントリー、大塚山（エレベーターマンション）、サヨナラダンス、タモンズ、大室由香利                                                                                            |                                            |                                      |
| ブラストが笑う夜                                                   | 10月26日 - 10月31日 | 石田明 (NON STYLE)                         | 鈴木つかさ                           |
| ブラストが笑う夜                                                   | 出演者：ブロードキャスト、若月、ソラシド、梶剛 |                                            |                                      |
| なんとなく地獄                                                     | 11月2日 - 11月7日 | 成島秀和                                   | 毛利亘宏（少年社中）                 |
| なんとなく地獄                                                     | 出演者：POISON GIRL BAND、ライス、囲碁将棋、畑中しんじろう |                                            |                                      |

### 2011年
| 公演タイトル                                           | 公演期間 | 脚本                                 | 演出                           |
| ------------------------------------------------------ | --- | ------------------------------------ | ------------------------------ |
| 寅の微笑み、兎飛べ〜地に足なんて、着けてたまるか〜     | 1月2日 - 1月6日 | 富田雄大（劇団オコチャ）             | 白坂英晃（はらぺこペンギン！） |
| 寅の微笑み、兎飛べ〜地に足なんて、着けてたまるか〜     | 出演者：LLR、ミルククラウン、ライス、若月、ピクニック、林 大介（かたつむり） |                                      |                                |
| ぶす                                                   | 1月8日 - 1月14日 | 栗山直人（アームストロング）         |                                |
| ぶす                                                   | 出演者：田所仁（ライス）、安村昇剛（アームストロング）、関町知弘（ライス）、マキシマムパーパーサム、畑中しんじろう、なんしぃ（大好物）、他 ※10日 - 12日は休演 |                                      |                                |
| その島、気になる島                                     | 1月18日-1月22日 | 宮地謙典（ニブンノゴ!）              | ゴージャス村上                 |
| その島、気になる島                                     | 出演者：ガリットチュウ、佐久間一行、増谷キートン、アホマイルド、しんじ、椿鬼奴、宮地謙典（ニブンノゴ!） ゲスト：森川英樹・大川知英（ニブンノゴ!）（18日）、吉田大吾（POISON GIRL BAND）・ハブ（Bコース）（22日）                                                         |                                      |                                |
| Deeeeeeeeeep!（前編）                                  | 1月24日 - 1月30日 | 丸山智子                             | 小林七緒（流山児★事務所）      |
| Deeeeeeeeeep!（前編）                                  | 出演者：サカイスト、シソンヌ、御茶ノ水男子、スパイク、バース ※28日は休演 |                                      |                                |
| チャレンジ公演 マハラジャと太田くん                    | 2月3日 - 2月4日 | 長内英寿                             | 宮地謙典（ニブンノゴ!）        |
| チャレンジ公演 マハラジャと太田くん                    | 出演者：ジャングルポケット、天狗、南国姉妹、ピクニック |                                      |                                |
| Deeeeeeeeeep!（後編）                                  | 2月23日 - 2月27日 | 丸山智子                             | 小林七緒（流山児★事務所）      |
| Deeeeeeeeeep!（後編）                                  | 出演者：サカイスト、シソンヌ、御茶ノ水男子、スパイク、バース |                                      |                                |
| ミッシング・タイム〜奇抜探偵・四条司の堂々たる推理〜   | 3月1日 - 3月6日 | 福田晶平                             | 足立拓也（マシンガンデニーロ） |
| ミッシング・タイム〜奇抜探偵・四条司の堂々たる推理〜   | 出演者：囲碁将棋、井下好井、タモンズ、R藤本、POISON GIRL BAND、他 |                                      |                                |
| POLI袋                                                 | 3月7日 - 3月12日 | 久馬歩                               | 山下哲也                       |
| POLI袋                                                 | 出演者：浅越ゴエ（ザ・プラン9）ヤナギブソン（ザ・プラン9）、水玉れっぷう隊、修士（2丁拳銃）、レイザーラモンHG、カナリア、ピクニック、シューレスジョー、他 |                                      |                                |
| 武蔵                                                   | 5月3日 - 5月6日 | 栗山直人（アームストロング）         | 栗山直人（アームストロング）   |
| 武蔵                                                   | 出演者：アームストロング、囲碁将棋、ライス、ゆったり感、バース、他 |                                      |                                |
| ストロベリージャム                                     | 5月9日 - 5月15日 | 安達健太郎                           | 安達健太郎                     |
| ストロベリージャム                                     | 出演者：LLR、犬の心、ジャングルポケット、他 |                                      |                                |
| パーフェクト・ライフ #2 運命という名の残酷             | 5月17日 - 5月22日 | 丸山智子                             | 白坂英晃（はらぺこペンギン！） |
| パーフェクト・ライフ #2 運命という名の残酷             | 出演者：POISON GIRL BAND、シソンヌ、大貫さん（タカダ・コーポレーション）、御茶ノ水男子、アロハ、あわよくば |                                      |                                |
| バルボラーチョの夜は続く                               | 5月24日 - 5月29日 | 丸山智子                             | 湊裕美子                       |
| バルボラーチョの夜は続く                               | 出演者：佐久間一行、サカイスト、パンサー、武内由紀子、他、日替わりゲスト |                                      |                                |
| 'ブッタ                                                | 5月31日 - 6月5日 | 山下哲也                             | 押見泰憲（犬の心）             |
| 'ブッタ                                                | 出演者：ロシアンモンキー、若月、イシバシハザマ、クレオパトラ、西日暮里倶楽部、おっちょこちょい、岡田亜矢(THEフォービーズ) ※8日は休演 |                                      |                                |
| 哀しみが少し癒えたら〜奇抜探偵・四条司の絢爛たる誕生〜 | 6月7日 - 6月12日 | 福田晶平                             | 足立拓也（マシンガンデニーロ） |
| 哀しみが少し癒えたら〜奇抜探偵・四条司の絢爛たる誕生〜 | 出演者：囲碁将棋、井下好井、タモンズ、ゆったり感、他 |                                      |                                |
| パーフェクト・ライフ #3 宿命という名の結末             | 6月14日 - 6月19日 | 丸山智子                             | 白坂英晃（はらぺこペンギン！） |
| パーフェクト・ライフ #3 宿命という名の結末             | 出演者：POISON GIRL BAND、シソンヌ、大貫さん（タカダ・コーポレーション）、御茶ノ水男子、アロハ、あわよくば ※17日は休演 |                                      |                                |
| 口悪お姫の泣き虫家来                                   | 6月21日 - 6月26日 | 富田雄大                             | 吉谷光太郎                     |
| 口悪お姫の泣き虫家来                                   | 出演者：伊藤修子、犬の心、エリートヤンキー、チョコレートプラネット、畑中しんじろう、ブレーメン岡部、他 |                                      |                                |
| ロックンダディロールヒーロー♪                          | 6月28日 - 7月3日 | まさよし（サカイスト）               | 三橋潔（ナルペクト）           |
| ロックンダディロールヒーロー♪                          | 出演者：かたつむり林、ピクニック、ジューシーズ、サカイスト、他 |                                      |                                |
| 4〜four〜                                              | 7月6日 - 7月12日 | 丸山智子                             | 湊裕美子                       |
| 4〜four〜                                              | 出演者：パンサー、犬の心、サカイスト、ブロードキャスト、ピクニック、シューレスジョー、シソンヌ、武内由紀子、伊藤真奈美 ※9日は休演。4周年記念公演。 |                                      |                                |
| ふしだらな夜                                           | 7月14日 - 7月18日 | ゴージャス村上                       | 森本英樹（ニブンノゴ!）        |
| ふしだらな夜                                           | 出演者：ギンナナ、ニブンノゴ！大川、ニブンノゴ！宮地 |                                      |                                |
| ガスフィンチvol.1「アダム」                            | 7月20日 - 7月24日 | 原案：鈴木つかさ 脚本：開沼豊        |                                |
| ガスフィンチvol.1「アダム」                            | 出演者：ゆったり感、若月、鈴木つかさ、安住道典 ※企画：ガスフィンチ |                                      |                                |
| 四季                                                   | 7月26日 - 7月29日 | 吉田大吾（POISON GIRL BAND）         |                                |
| 四季                                                   | 出演者：POISON GIRL BAND、アホマイルド、オコチャ、コンマニセンチ |                                      |                                |
| 微熱                                                   | 7月31日 - 8月4日 | 今井太郎                             | 毛利亘宏(少年社中)             |
| 微熱                                                   | 出演者：御茶ノ水男子、エリートヤンキー、井下好井、畑中しんじろう、KBBY、パンチライン、永作あいり、他 |                                      |                                |
| わたあめ、チューした、タララッタ                       | 8月6日 - 8月14日 | 富田雄大(劇団オコチャ)               | 白坂英晃(はらぺこペンギン！)   |
| わたあめ、チューした、タララッタ                       | 出演者：LLR、ミルククラウン、若月、ピクニック、かたつむり林、他 ※『YOSHIMOTO WONDER CAMP TOKYO』中のため10公演。13日にトークライブが行われた。 |                                      |                                |
| 金魚のように・前編                                     | 8月16日 - 8月21日 | 丸山智子                             | 小林七緒（流山児★事務所））    |
| 金魚のように・前編                                     | 出演者：イシバシハザマ、チョコレートプラネット、あわよくば、ボルサリーノ、ダイナゴン、倉田亜味、他 |                                      |                                |
| クリコの指輪                                           | 8月23日 - 8月28日 | 浅野泰徳（ジャングルベル・シアター） | 宮地謙典（ニブンノゴ!）        |
| クリコの指輪                                           | 出演者：グランジ、ライス、ブレーメン岡部、山田カントリー、渡瀬加奈（ディスカバリー・エンタテインメント） ※24日は休演 |                                      |                                |
| 怪談愛羅武勇〜I Love You,Horror Show!〜                | 8月30日 - 9月4日 | 佐野バビ市（劇団東京ミルクホール）   | 山下哲也                       |
| 怪談愛羅武勇〜I Love You,Horror Show!〜                | 出演者：アームストロング、ジャングルポケット、クレオパトラ、他 ※3日は休演 |                                      |                                |
| 金魚のように 後編                                      | 9月6日 - 9月11日 | タピオカ                             | 小林七緒（流山児★事務所）      |
| 金魚のように 後編                                      | 出演者：イシバシハザマ、チョコレートプラネット、あわよくば、ボルサリーノ、ダイナゴン、倉田亜味、他 |                                      |                                |
| キミハ・シラナイ                                       | 9月13日 - 9月18日 | タピオカ                             | 白坂英晃（はらぺこペンギン！） |
| キミハ・シラナイ                                       | 出演者：シソンヌ、ブロードキャスト、林大介（かたつむり）、ソドム、栞菜（BLUE ROSE）、幸田尚子（クロムモリブデン） |                                      |                                |
| 踊る脳事件〜奇抜探偵・四条司の苛烈なる雪辱〜           | 9月20日 - 9月25日 | 福田晶平                             | 足立拓也（マシンガンデニーロ） |
| 踊る脳事件〜奇抜探偵・四条司の苛烈なる雪辱〜           | 出演者：囲碁将棋、井下好井、タモンズ、他 |                                      |                                |
| 劇団Hi!You旗揚げ公演                                   | 9月27日 - 10月2日 | 木村和彦                             | 三橋潔（ナルペクト）           |
| 劇団Hi!You旗揚げ公演                                   | 出演者：伊藤修子、コッセこういち、他 |                                      |                                |
| 同級生                                                 | 10月3日 - 10月6日 |                                      |                                |
| 同級生                                                 | 出演者：五明拓弥（グランジ）、ピクニック |                                      |                                |
| 肉体の悪魔                                             | 10月8日 - 10月9日 | 戸田章宏（MONO-KAKI大賞）            |                                |
| 肉体の悪魔                                             | 出演者：家城啓之（カリカ）、はんにゃ、ちすん、他 |                                      |                                |
| なんとなく､マヨネーズ 前編                             | 10月12日 - 10月16日 | 丸山智子                             | 三橋潔（ナルペクト）           |
| なんとなく､マヨネーズ 前編                             | 出演者：犬の心、ラフ・コントロール、少年感覚、ヒダリウマ、大貫さん（タカダ・コーポレーション）、伊藤真奈美（THEフォービーズ） |                                      |                                |
| 珈琲ヒッチハイクガイド                                 | 10月18日 - 10月22日 | 成島秀和（こゆび侍）                 | 足立拓也（マシンガンデニーロ） |
| 珈琲ヒッチハイクガイド                                 | 出演者：サカイスト、エリートヤンキー、ピクニック、シューレスジョー、他 |                                      |                                |
| こらしめや                                             | 10月25日 - 10月30日 | 宮地謙典（ニブンノゴ!）              | ゴージャス村上                 |
| こらしめや                                             | 出演者：ジューシーズ、ライス、宮地（ニブンノゴ!）、ネルソンズ、他 ※29日は休演 |                                      |                                |
| BUSS                                                   | 11月1日 - 11月6日 | たぐちプラス                         | 吉谷光太郎                     |
| BUSS                                                   | 出演者：囲碁将棋、ゆったり感、エリートヤンキー、他 |                                      |                                |
| 肉糞華劇団〜帝都童貞朝焼物語〜                         | 11月7日 - 11月13日 | 川島邦裕（野性爆弾）                 | くらやん                       |
| 肉糞華劇団〜帝都童貞朝焼物語〜                         | 出演者：川島邦裕、Bコース、福島善成（ガリットチュウ）、カナリア ゲスト：RG（レイザーラモン）・阿部智則（POISON GIRL BAND）（7日）、なだぎ武・RG（9日）、佐田正樹（バッドボーズ）・向清太朗（天津）（10日）、木村明浩（バッファロー吾郎）・桂三度（12日）、ピース（13日） |                                      |                                |
| 今宵､                                                  | 11月15日 - 11月20日 | 諏訪雅（ヨーロッパ企画）             | 諏訪雅                         |
| 今宵､                                                  | 出演者：諏訪雅、黒木正浩、カリカやしろ、ライス、かたつむり林、藤本（TEAM BANANA）、田中聡美、フレミング 日替わりゲスト：佐久間一行（15日）、シューレスジョー（16日）、亮（若月、17日）、LLR福田（18日）、①徹（若月）・②ピクニック（19日）、LLR伊藤（20日）               |                                      |                                |
| なんとなく､マヨネーズ 後編                             | 11月22日 - 11月27日 | 丸山智子                             | 三橋潔（ナルペクト）           |
| なんとなく､マヨネーズ 後編                             | 出演者：犬の心、ラフ・コントロール、ボーイフレンド、ヒダリウマ、大貫さん、伊藤真奈美 |                                      |                                |
| 電柱の根元における葉巻の存在証明                       | 11月30日 - 12月4日 | 福田晶平                             | 山下哲也                       |
| 電柱の根元における葉巻の存在証明                       | 出演者：パンサー、ポテト少年団、グランジ、他 |                                      |                                |
| スクールオブザデッド                                   | 12月5日 - 12月11日 | ゴージャス村上                       | 家城啓之（カリカ）             |
| スクールオブザデッド                                   | 出演者：ジューシーズ、ジャングルポケット、Bコース、他 ※8日は休演 |                                      |                                |
| 色彩オーケストラ                                       | 12月13日 - 12月18日 | 長谷川優貴（クレオパトラ）           | 佐野ビバ市                     |
| 色彩オーケストラ                                       | 出演者：ブロードキャスト、クレオパトラ、井下好井、ボーイフレンド、他 |                                      |                                |
| バルボラーチョの夜は萌えて                             | 12月20日 - 12月25日 | 丸山智子                             | 湊裕美子                       |
| バルボラーチョの夜は萌えて                             | 出演者：佐久間一行、サカイスト、パンサー、武内由紀子、リョウイチケンイチ（シマッシュレコード）、秀作（爆笑コメディアンズ）、なんしぃ（大好物）、枝村明子、目黒タケヒロ、岩橋（ビスケッティ） ※24日は休演                                                                 |                                      |                                |
| WE KISS LOVESTORY                                      | 12月26日 - 12月30日 | 富田雄大                             | 白坂英晃                       |
| WE KISS LOVESTORY                                      | 出演者：LLR、ミルククラウン、ライス、若月、ピクニック、かたつむり林、他 |                                      |                                |

### 2012年
| 公演タイトル                                                       | 公演期間 | 脚本                                                                              | 演出                                                        |
| ------------------------------------------------------------------ | --- | --------------------------------------------------------------------------------- | ----------------------------------------------------------- |
| WE KISS LOVESTORY II                                               | 1月2日 - 1月6日 | 富田雄大                                                                          | 白坂英晃                                                    |
| WE KISS LOVESTORY II                                               | 出演者：LLR、ミルククラウン、ライス、若月、ピクニック、かたつむり林、伊藤真奈美 |                                                                                   |                                                             |
| チャレンジ特別公演 四人                                            | 1月7日､9日 |                                                                                   |                                                             |
| チャレンジ特別公演 四人                                            | 出演者：ロシアンモンキー、マキシマムパーパーサム |                                                                                   |                                                             |
| マシュマロのキオク                                                 | 1月12日 - 1月17日 | タピオカ                                                                          | 山下哲也                                                    |
| マシュマロのキオク                                                 | 出演者：御茶ノ水男子、ゆったり感、マヂカルラブリー、畑中しんじろう |                                                                                   |                                                             |
| 星・屑 #1                                                          | 1月24日 - 1月28日 | 丸山智子                                                                          | 三橋潔                                                      |
| 星・屑 #1                                                          | 出演者：サカイスト、トンファー、ボーイフレンド、あわよくば、ヒダリウマ、KBBY |                                                                                   |                                                             |
| オヤジ!!                                                           | 1月31日-2月5日 | 白坂英晃                                                                          | 森本英樹（ニブンノゴ!）                                     |
| オヤジ!!                                                           | 出演者：犬の心、グランジ、イシバシハザマ、サンシャイン、小石川祐子（REALWAVE）、高畑遊（ナカゴー）、小倉広美（CINEMACT） |                                                                                   |                                                             |
| ガスフィンチvol.2「成増ダンスレボリューション」                    | 2月7日 - 2月11日 | 諸岡立身                                                                          | 浅野泰徳                                                    |
| ガスフィンチvol.2「成増ダンスレボリューション」                    | 出演者：鈴木つかさ、御茶ノ水男子、畑中しんじろう、安住、エグスプロージョン、三澤絢香（フェイスプランニング）、他、日替わりゲストあり |                                                                                   |                                                             |
| 引っ越し先は・・・？                                               | 2月14日 - 2月19日 | 春名功武                                                                          | 板垣雄亮                                                    |
| 引っ越し先は・・・？                                               | 出演者：ライス、エリートヤンキー、かたつむり林、インポッシブル、枝村明子、他 ※18日は休演 |                                                                                   |                                                             |
| ホワイトハウス                                                     | 2月21日 - 2月26日 | ワッパー                                                                          | 白坂英晃                                                    |
| ホワイトハウス                                                     | 出演者：LLR、ロシアンモンキー、ゆったり感、高木たえ子（西日暮里倶楽部）、田中聡美、ダイナゴン、清水芹夏（ヤザ・パパ）、他 |                                                                                   |                                                             |
| 星・屑 #2                                                          | 2月28日 - 3月4日 | 丸山智子                                                                          | 三橋潔                                                      |
| 星・屑 #2                                                          | 出演者：サカイスト、トンファー、ボーイフレンド、あわよくば、ヒダリウマ、KBBY |                                                                                   |                                                             |
| 怪獣がやってきた！                                                 | 3月6日 - 3月11日 | 宮地謙典（ニブンノゴ！）                                                          | マンボウやしろ                                              |
| 怪獣がやってきた！                                                 | 出演者：ニブンノゴ！、ギンナナ、ガリットチュウ、Bコース |                                                                                   |                                                             |
| ソング・グッドバイ〜助手・田村宗助 別れの挨拶〜                    | 3月13日 - 3月18日 | 福田晶平                                                                          | 足立拓也 (マシンガンデニーロ）                              |
| ソング・グッドバイ〜助手・田村宗助 別れの挨拶〜                    | 出演者：囲碁将棋、タモンズ、井下好井、他 |                                                                                   |                                                             |
| 星・屑 #3                                                          | 3月20日 - 3月25日 | 丸山智子                                                                          | 三橋潔                                                      |
| 星・屑 #3                                                          | 出演者：サカイスト、トンファー、ボーイフレンド、あわよくば、ヒダリウマ、KBBY |                                                                                   |                                                             |
| チャレンジ公演 「『白色シンドローム』×『ヒア・カムズ・ザ・サン』」 | 3月26日、27日 | 『白色シンドローム』小林亜美 『ヒア・カムズ・ザ・サン』秋野                       | 『白色シンドローム』小林亜美 『ヒア・カムズ・ザ・サン』秋野 |
| チャレンジ公演 「『白色シンドローム』×『ヒア・カムズ・ザ・サン』」 | 『白色シンドローム』少年感覚、オクヨコ、ワラウータン、夢子 『ヒア・カムズ・ザ・サン』ダイナゴン、ランパンプス、やさしいズ、フロンティア、ジョンジョン ※2本立て公演 |                                                                                   |                                                             |
| flower                                                             | 4月3日 - 4月9日 | たぐちプラス                                                                      | 佐野バビ市(劇団東京ミルクホール)                            |
| flower                                                             | 出演者：POISON GIRL BAND、シソンヌ、井下好井、マヂカルラブリー、ほっとライス、他 ※6日、8日は休演 |                                                                                   |                                                             |
| 僕はどうしても膝が痛かったんだ。                                   | 4月11日 - 4月16日 | 押見泰憲（犬の心）                                                                | 成島秀和（こゆび侍）                                        |
| 僕はどうしても膝が痛かったんだ。                                   | 出演者：ブロードキャスト、エリートヤンキー、ボーイフレンド、浅野千鶴（イマジネイション）、長谷川葉生（オスカープロモーション）、プレスタジオ、メガスタンプ、ダークサイド                                                                                                |                                                                                   |                                                             |
| マンボウやしろ襲名記念公演 エクセレント!!                          | 4月18日 - 4月23日 | マンボウやしろ                                                                    | マンボウやしろ                                              |
| マンボウやしろ襲名記念公演 エクセレント!!                          | 出演者：ライス、五明拓弥（グランジ）、佐藤大（グランジ）、かたつむり林、カゲヤマ、ランパンプス、伊藤真奈美（THEフォービーズ）、工藤史子 |                                                                                   |                                                             |
| 俺を旅して #1 今日を旅する                                         | 4月25日 - 4月30日 | 丸山智子                                                                          | 小林七緒(流山児★事務所)                                     |
| 俺を旅して #1 今日を旅する                                         | 出演者：若月、シューレスジョー、ピクニック、ヒダリウマ、光永、デニス ※29日は休演 |                                                                                   |                                                             |
| ゴールデン!!!                                                      | 5月2日 - 5月6日 | 長谷川優貴（クレオパトラ）、神保町写楽（LLR・伊藤智博）、桑原尚希（クレオパトラ） | 白坂英晃(はらぺこペンギン！）                               |
| ゴールデン!!!                                                      | 出演者：LLR、ミルククラウン、クレオパトラ、ライパッチ、こんにちは計画、ジンギスキャン、パラダイス男児、ベストセラー、倉田あみ、松田百香、児玉彩（CINEMACT） |                                                                                   |                                                             |
| 生ガキがあたった夜                                                 | 5月8日 - 5月13日 | 安達健太郎（カナリア）                                                            | 北島一人                                                    |
| 生ガキがあたった夜                                                 | 出演者：ブロードキャスト、犬の心、御茶ノ水男子、田中聡美、他 ※11日は休演 |                                                                                   |                                                             |
| スリーピース                                                       | 5月15日 - 5月20日 | タピオカ                                                                          | 林洋平                                                      |
| スリーピース                                                       | 出演者：ニブンノゴ!、イシバシハザマ、ゆったり感、かたつむり林、他 |                                                                                   |                                                             |
| 俺を旅して #2 過去を旅する                                         | 5月22日 - 5月27日 | 丸山智子                                                                          | 小林七緒(流山児★事務所)                                     |
| 俺を旅して #2 過去を旅する                                         | 出演者：若月、シューレスジョー、ピクニック、ヒダリウマ、光永、デニス |                                                                                   |                                                             |
| トラブルストーリー                                                 | 5月29日 - 6月3日 | 宮地謙典（ニブンノゴ!）                                                           | 住田拓英（東京エレファント）                                |
| トラブルストーリー                                                 | 出演者：ジューシーズ、シソンヌ、ガリバートンネル、三戸裕也（ケレン）、他 ※2日は休演 |                                                                                   |                                                             |
| 紫陽花と、うん！いたこっこ。                                       | 6月6日 - 6月10日 | 冨田雄大（劇団オコチャ）                                                          | 山下哲也                                                    |
| 紫陽花と、うん！いたこっこ。                                       | 出演者：ライス、ミルククラウン、井下好井、高橋明日香（オフィスiccho）、祖父江唯（劇団虎のこ）、工藤史子、サボテン |                                                                                   |                                                             |
| 俺を旅して #3 未来を旅する                                         | 6月12日 - 6月17日 | 丸山智子                                                                          | 小林七緒(流山児★事務所)                                     |
| 俺を旅して #3 未来を旅する                                         | 出演者：若月、シューレスジョー、ピクニック、ヒダリウマ、光永、デニス |                                                                                   |                                                             |
| GOD GAME                                                           | 6月19日 - 6月24日 | 堀江B面                                                                           | 栗山直人（アームストロング）                                |
| GOD GAME                                                           | 出演者：安村（アームストロング）、囲碁将棋、マキシマムパーパーサム、バース、ジェミニ、他 |                                                                                   |                                                             |
| 六連星〜大門の記録〜                                               | 6月26日 - 6月30日 | 長内英寿                                                                          | 浅野泰徳（ジャングルベル・シアター）                        |
| 六連星〜大門の記録〜                                               | 出演者：グランジ、シソンヌ、タモンズ、トンファー、笑鷺、小石川祐子(REAL WAVE)、岡田亜矢(THEフォービーズ) |                                                                                   |                                                             |
| バーボン65                                                         | 7月3日 - 7月8日 | 丸山智子                                                                          | 湊裕美子                                                    |
| バーボン65                                                         | 出演者：サカイスト、ブロードキャスト、ピクニック、LLR、かたつむり林、ボーイフレンド ※神保町花月5周年記念公演 |                                                                                   |                                                             |
| 限・界・密・室！                                                   | 7月10日 - 7月15日 | 福田晶平                                                                          | 三橋潔（ナルペクト）                                        |
| 限・界・密・室！                                                   | 出演者：エリートヤンキー、ゆったり感、囲碁将棋、いぬ、若尾桂子（ナルペクト）、他 |                                                                                   |                                                             |
| 大好きな君に、ひっぷほっぷ！                                       | 7月18日 - 7月22日 | 池浦さだ夢（男肉 du Soleil）                                                      | 池浦さだ夢（男肉 du Soleil）                                |
| 大好きな君に、ひっぷほっぷ！                                       | 出演者：ライス、御茶ノ水男子、インポッシブル、吉田みるく（男肉 du Soleil）、黒木正浩（黒木組）、梅木一仁（ハニートラップ）、岩波茜里（まんぷくアカデミー） |                                                                                   |                                                             |
| ハッピーネガティブ・ボーイフル                                     | 7月24日 - 7月29日 | 山田佳奈（□字ック）                                                               | 押見泰憲（犬の心）                                          |
| ハッピーネガティブ・ボーイフル                                     | 出演者：池谷賢二（犬の心）、五明拓弥（グランジ）、佐藤大（グランジ）、シューレスジョー、井下好井、小野寺ずる、川原真衣（□字ック） |                                                                                   |                                                             |
| 乙女心に死す                                                       | 7月31日 - 8月4日 | クニ（アホマイルド）、平島裸太郎                                                  | クニ（アホマイルド）、平島裸太郎                            |
| 乙女心に死す                                                       | 出演者：御茶ノ水男子、少年少女、ギンナナ、ガリットチュウ、アホマイルド、しんじ、チャド・マレーン、ストロベビー、水上拓郎、ボルサリーノ関、黒蟻、アニポップ春日 ゲスト：椿鬼奴（8月2日）、ボルサリーノ山田（8月4日）                                                     |                                                                                   |                                                             |
| イン・マイ・ハート                                                 | 8月6日 - 8月12日 | 河道陽介                                                                          | 安達健太郎（カナリア）                                      |
| イン・マイ・ハート                                                 | 出演者：シューレスジョー、ジューシーズ、マヂカルラブリー ※9日、11日は休演 |                                                                                   |                                                             |
| ワクワクドキドキよ〜いドン！〜WDYD〜                               | 8月14日 - 8月19日 | 冨田雄大（劇団オコチャ）                                                          | マンボウやしろ                                              |
| ワクワクドキドキよ〜いドン！〜WDYD〜                               | 出演者：LLR、ミルククラウン、ジャングルポケット、かたつむり林、まえうしろ、児玉絹世 ※18日は休演、16日追加公演 |                                                                                   |                                                             |
| サムシング・ワァオ！                                               | 8月21日 - 8月26日 | 丸山智子                                                                          | 白坂英晃（はらぺこペンギン！）                              |
| サムシング・ワァオ！                                               | 出演者：シソンヌ、井下好井、ボーイフレンド、ニューヨーク、ランパンプス |                                                                                   |                                                             |
| テルと僕                                                           | 9月4日 - 9月9日 | タピオカ                                                                          | 板垣雄亮（殿様ランチ）                                      |
| テルと僕                                                           | 出演者：ブロードキャスト、若月、ゆったり感、松崎映子（マシンガンデニーロ） |                                                                                   |                                                             |
| 夏のかけらとジンジャーエール                                       | 9月11日 - 9月16日 | 山下哲也                                                                          | 吉谷光太郎                                                  |
| 夏のかけらとジンジャーエール                                       | 出演者：エリートヤンキー、犬の心、イシバシハザマ、千葉ゴウ、高橋明日香（オフィスiccho）、岡田亜矢（THEフォービーズ） ※13日は休演 |                                                                                   |                                                             |
| 汝、石化することなかれ                                             | 9月18日 - 9月23日 | 成島秀和（こゆび侍）                                                              | 足立拓也（マシンガンデニーロ）                              |
| 汝、石化することなかれ                                             | 出演者：LLR、囲碁将棋、ふくろとじ、ネルソンズ、ブービー☆マドンナ、工藤史子 |                                                                                   |                                                             |
| ピースでござる                                                     | 9月25日 - 9月30日 | 丸山智子                                                                          | 白坂英晃（はらぺこペンギン！）                              |
| ピースでござる                                                     | 出演者：ボーイフレンド、大貫さん（タカダ・コーポレーション）、あわよくば、ベイビーギャング、山添寛、サンシャイン ※29日は休演 |                                                                                   |                                                             |
| キノコ                                                             | 10月2日 - 10月7日 | 長谷川優貴（クレオパトラ）                                                        | 成島秀和（こゆび侍）                                        |
| キノコ                                                             | 出演者：かたつむり林、クレオパトラ、御茶ノ水男子、ロシアンモンキー、児玉彩(CINEMACT) |                                                                                   |                                                             |
| 三匹の猫と素敵な夜                                                 | 10月9日 - 10月14日 | 白坂英晃（はらぺこペンギン！）                                                    | 浅野泰徳（ジャングルベル・シアター）                        |
| 三匹の猫と素敵な夜                                                 | 出演者：グランジ、チョコレートプラネット、タモンズ、ダイナゴン、ラフレクラン、田代さやか（ホリプロ）、中原世梨奈（バグジーヒーローズクラブ） |                                                                                   |                                                             |
| マイ・ソウル・パートナー                                           | 10月16日 - 10月21日 | 丸山智子                                                                          | 山下哲也                                                    |
| マイ・ソウル・パートナー                                           | 出演者：シューレスジョー、シソンヌ、バース、ランパンプス、やさしいズ、伊藤真奈美、スカイサーキット・松本 ※20日は休演 |                                                                                   |                                                             |
| 肉糞華劇団〜鶴の捨て穴〜                                           | 10月22日 - 10月28日 | 川島邦裕（野性爆弾）                                                              | くらやん                                                    |
| 肉糞華劇団〜鶴の捨て穴〜                                           | 出演者：川島邦裕（野性爆弾）、Bコース、福島善成（ガリットチュウ）、カナリア]、B.M.H.〜ばい菌持ってる鳩〜［トップ・カラー］ 日替わりゲスト（出演順）：レイザーラモンRG、ザ・プラン9なだぎ武、天津向、POISON GIRL BAND阿部、バッファロー吾郎A、桂三度 ※23日、26日は休演。 |                                                                                   |                                                             |
| ラフカンパニー                                                     | 10月30日 - 11月4日 | 宮地謙典（ニブンノゴ！）                                                          | 宮地謙典（ニブンノゴ！）                                    |
| ラフカンパニー                                                     | 出演者：ジューシーズ、アームストロング、ライス、ピクニック、フレミング、田中良治、安藤成子（Kpoint）、他 ※宮地劇団公演。11月1日は休演。 |                                                                                   |                                                             |
| エンディング・ジョーク                                             | 11月6日 - 11月11日 | 丸山智子                                                                          | 山下哲也                                                    |
| エンディング・ジョーク                                             | 出演者：エリートヤンキー、井下好井、インポッシブル、ママンマ、松田百香 ※11月9日は休演 |                                                                                   |                                                             |
| THE 大航海デイズ                                                   | 11月13日 - 11月19日 | 西野亮廣（キングコング）                                                          | 山口トンボ                                                  |
| THE 大航海デイズ                                                   | 出演者：新選組リアン、房野史典（ブロードキャスト）、中嶋晃子、児玉絹世 |                                                                                   |                                                             |
| Money X'mas                                                        | 11月21日 - 11月26日 | 岸野聡子（味わい堂々）                                                            | マンボウやしろ                                              |
| Money X'mas                                                        | 出演者：かたつむり林、グランジ、ピクニック、、いぐちしおり（THE フォービーズ）、岡田亜矢（THE フォービーズ） ※11月24日は休演 |                                                                                   |                                                             |
| 窮乏弁護士 小浪公平                                                | 11月28日 - 12月3日 | 長内英寿                                                                          | 浅野泰徳（ジャングルベル・シアター）                        |
| 窮乏弁護士 小浪公平                                                | 出演者：囲碁将棋、タモンズ、ボーイフレンド、マヂカルラブリー、トランスポート、未来ホーガン、ネハン、みそバーボン、青木祐里香（ミュゼット）、雪子（エヌウィード） |                                                                                   |                                                             |
| チャレンジ公演 こまぎれ                                            | 12月4日 | 橋本亮佑                                                                          | 白坂英晃（はらぺこペンギン！）                              |
| チャレンジ公演 こまぎれ                                            | 出演者：山添寬、フランクリン、ランパンプス、メルボルン、千葉ゴウ ※チャレンジ公演 |                                                                                   |                                                             |
| 星みっつ                                                           | 12月10日 - 12月16日 | タピオカ                                                                          | 足立拓也（マシンガンデニーロ）                              |
| 星みっつ                                                           | 出演者：御茶ノ水男子、ベイビーギャング、あわよくば、ニューヨーク、江守沙矢（CINEMACT）、他 ※14日休演 |                                                                                   |                                                             |
| メリークリスマス“4”ユー！ 〜four again〜                           | 12月21日 - 12月25日 | 丸山智子                                                                          | マンボウやしろ                                              |
| メリークリスマス“4”ユー！ 〜four again〜                           | 出演者：サカイスト、犬の心、ブロードキャスト、かたつむり、シソンヌ、武内由紀子、他 |                                                                                   |                                                             |
| マジで忠臣蔵!! 前編                                                | 12月26日 - 12月30日 | 冨田雄大（劇団オコチャ）                                                          | 白坂英晃（はらぺこペンギン！）                              |
| マジで忠臣蔵!! 前編                                                | 出演者：かたつむり、LLR、ミルククラウン、ライス、若月、ピクニック、伊藤真奈美、児玉絹世、川村明香、他 |                                                                                   |                                                             |

### 2013年
| 公演タイトル                                                                 | 公演期間 | 脚本                                                                 | 演出                                                                 |
| ---------------------------------------------------------------------------- | --- | -------------------------------------------------------------------- | -------------------------------------------------------------------- |
| マジで忠臣蔵!! 後編                                                          | 1月3日 - 1月7日 | 冨田雄大（劇団オコチャ）                                             | 白坂英晃（はらぺこペンギン！）                                       |
| マジで忠臣蔵!! 後編                                                          | 出演者：かたつむり、LLR、ミルククラウン、ライス、若月、ピクニック、伊藤真奈美、児玉絹世、川村明香、坂本頼光（活弁士） 日替わりゲスト：アホマイルド（3日）、畑中しんじろう（町のベーカリーズ）・中尾伸吾（ノンスモーキン）（4日）、インポッシブル（5日）、グランジ・下絛幽太郎（6日）、玉城泰拙（セブンbyセブン）・伊藤広大（こりゃめでてーな）・R藤本（7日） |                                                                      |                                                                      |
| kiss kiss kiss 2013                                                          | 1月8日 - 1月15日 | マンボウやしろ                                                       | マンボウやしろ                                                       |
| kiss kiss kiss 2013                                                          | 出演者：平田敦子、ブロードキャスト、コンマニセンチ、エリートヤンキー、町のベーカリーズ ※11日、14日休演 |                                                                      |                                                                      |
| エクセレント!!〜言葉が無くても届くもの〜                                     | 1月16日 - 1月21日 | マンボウやしろ                                                       | マンボウやしろ                                                       |
| エクセレント!!〜言葉が無くても届くもの〜                                     | 出演者：ライス、五明拓弥（グランジ）、下絛幽太郎（グランジ）、林大介（かたつむり）、カゲヤマ、ランパンプス、工藤史子、伊藤真奈美 ※17日休演 |                                                                      |                                                                      |
| 目を閉じて、、、よ                                                           | 1月8日 - 1月15日 | マンボウやしろ                                                       | マンボウやしろ                                                       |
| 目を閉じて、、、よ                                                           | 出演者：椿鬼奴、レイザーラモン、犬の心、中澤章吾（かたつむり）、西村ヒロチョ、松崎映子、他 ※26日休演 |                                                                      |                                                                      |
| ビリビリ始まる                                                               | 1月31日 - 2月5日 | マンボウやしろ                                                       | マンボウやしろ                                                       |
| ビリビリ始まる                                                               | 出演者：ふくろとじ、セブンbyセブン、ハンマミーヤ、カゲヤマ、ランパンプス、他 ※マンボウやしろ劇団公演 |                                                                      |                                                                      |
| トリオ・トリオ・トリオよしもと全劇場ジャックツアー〜おはなしストーリー物語〜 | 2月7日 - 2月11日 | 松橋（ジューシーズ）、菅（パンサー） 太田（ジャングルポケット）      | 松橋（ジューシーズ）、菅（パンサー） 太田（ジャングルポケット）      |
| トリオ・トリオ・トリオよしもと全劇場ジャックツアー〜おはなしストーリー物語〜 | 出演者：ジャングルポケット、パンサー、ジューシーズ |                                                                      |                                                                      |
| 謎ト答                                                                       | 2月13日 - 2月18日 | 長谷川優貴（クレオパトラ）                                           | 板垣雄亮（殿様ランチ）                                               |
| 謎ト答                                                                       | 出演者：ゆったり感、ピクニック、クレオパトラ、犬の心、米沢瑠美((有)エムズエンタープライズ)、他 |                                                                      |                                                                      |
| ユア・ソウル・パートナー                                                     | 2月19日 - 2月24日 | 丸山智子                                                             | 山下哲也                                                             |
| ユア・ソウル・パートナー                                                     | 出演者：ボーイフレンド、伊藤真奈美、フランクリン、メルボルン、ラフレクラン、スカイサーキット、他 ※23日休演 |                                                                      |                                                                      |
| Re:いいよ                                                                    | 2月26日 - 3月4日 | まさよし（サカイスト）                                               | 三橋潔                                                               |
| Re:いいよ                                                                    | 出演者：林大介（かたつむり）、デニス、山添寛、光永、大江すぐる、中谷貴寛（ポテト少年団）、デンペー（サカイスト）、他 ※サカイストまさよし劇団公演。28日、3月1日休演。 |                                                                      |                                                                      |
| サカサマ島綺譚 〜奇抜探偵・四条司の静謐なる思考                              | 3月6日〜12日 | 福田晶平                                                             | 足立拓也（マシンガンデニーロ）                                       |
| サカサマ島綺譚 〜奇抜探偵・四条司の静謐なる思考                              | 出演者：囲碁将棋、タモンズ、井下好井、エリートヤンキー、ピクニック、シューレスジョー ※11日休演 |                                                                      |                                                                      |
| 全身と全霊とあと少し                                                         | 3月22日〜26日 | 丸山智子                                                             | 白坂英晃（はらぺこペンギン）                                         |
| 全身と全霊とあと少し                                                         | 出演者：ジェラードン、ザ☆忍者、ニューヨーク、やさしいズ、大貫さん（タカダ・コーポレーション）、侍スライス、ゲオルキー |                                                                      |                                                                      |
| ふあむあい                                                                   | 4月2日〜7日 | お〜い！久馬（ザ・プラン9）                                          | 演出お〜い！久馬（ザ・プラン9）                                      |
| ふあむあい                                                                   | 出演者：お〜い！久馬(ザ・プラン9) ゲスト：徳井健太（平成ノブシコブシ）（2日）、石田明（NON STYLE）（3日）、辻本耕志（フラミンゴ）（4日）、西野亮廣（キングコング）（5日）、浅越ゴエ（ザ・プラン9）（6日1回目）、マンボウやしろ（6日2回目）、ヤナギブソン（ザ・プラン9） |                                                                      |                                                                      |
| 神保町ドラマストーリー                                                       | 4月9〜14日 | 宮地謙典（ニブンノゴ!）、福田恵悟（LLR）、村上健志（フルーツポンチ） | 宮地謙典（ニブンノゴ!）、福田恵悟（LLR）、村上健志（フルーツポンチ） |
| 神保町ドラマストーリー                                                       | 出演者：宮地謙典（ニブンノゴ!）、福田恵悟（LLR）、村上健志（フルーツポンチ）、菊池健一（ギンナナ）、ピクニック、竹内健人（ミルククラウン）、ライス、水原ゆき（オフィスiccho）、児玉彩（CINEMACT） ※10日休演 |                                                                      |                                                                      |
| ラブ・オブ・ザ・デッド                                                       | 4月17日〜24日 | ゴージャス村上                                                       | 成島秀和（こゆび侍）                                                 |
| ラブ・オブ・ザ・デッド                                                       | 出演者：チョコレートプラネット、少年少女、犬の心、インポッシブル、ニューヨーク、しんじ、松田百香 ※19日、23日休演 |                                                                      |                                                                      |
| 嗤う月明かり                                                                 | 4月26日〜30日 | 丸山智子                                                             | 三橋潔                                                               |
| 嗤う月明かり                                                                 | 出演者：ミルククラウン竹内、ガリバートンネル、ゆったり感、ランパンプス、ラフレクラン、感動ピスト、なつみ（ナツメグ） |                                                                      |                                                                      |
| おしぼり                                                                     | 5月2日〜6日 | 宮地謙典（ニブンノゴ!）                                              | 宮地謙典（ニブンノゴ!）                                              |
| おしぼり                                                                     | 出演者：ジューシーズ、ライス、ピクニック、アームストロング、フランクリン、宮地真緒 ※4日休演 |                                                                      |                                                                      |
| 恋する五感                                                                   | 5月9日〜13日 | 丸山智子                                                             | 板垣雄亮（殿様ランチ）                                               |
| 恋する五感                                                                   | 出演者：あわよくば、ネルソンズ、相席スタート、西村ヒロチョ 他 |                                                                      |                                                                      |
| 心を亡くす忘れる                                                             | 5月15日〜21日 | 冨田雄大（劇団オコチャ）                                             | クニ（アホマイルド）                                                 |
| 心を亡くす忘れる                                                             | 出演者：御茶ノ水男子、チョコレートプラネット、シューレスジョー、水上拓郎、ニューヨーク、倉田あみ、松田百香 ※16日休演 |                                                                      |                                                                      |
| ねぇパンダさん                                                               | 5月29日〜6月2日 | マンボウやしろ                                                       | マンボウやしろ                                                       |
| ねぇパンダさん                                                               | 出演者：ランパンプス、フクロトジ、セブンbyセブン、ハンマミーヤ、カゲヤマ 他 |                                                                      |                                                                      |
| 神保町花月300回記念公演 ピカロス11                                           | 6月4日〜9日 | 丸山智子                                                             | 湊裕美子                                                             |
| 神保町花月300回記念公演 ピカロス11                                           | 出演者：サカイスト、ブロードキャスト!!、かたつむり、ボーイフレンド、武内由紀子、平田敦子、慎太郎 |                                                                      |                                                                      |
| 怪盗団と僕は夢の中                                                           | 6月18日〜23日 | 白坂英晃（はらぺこペンギン！）                                       | 村井雄（開幕ペナントレース）                                         |
| 怪盗団と僕は夢の中                                                           | 出演者：エリートヤンキー、ミルククラウン竹内、若月、ネルソンズ、祖父江唯（劇団虎のこ）、いぐちしおり（THE フォービーズ） |                                                                      |                                                                      |
| SASUKE                                                                       | 6月25日〜30日 | 長内英寿                                                             | 足立拓也（マシンガンデニーロ）                                       |
| SASUKE                                                                       | 出演者：ガリバートンネル、五明拓弥（グランジ）、佐藤大（グランジ）、囲碁将棋、シューレスジョー、ハンマミーヤ、TEAM BANANA、少年感覚久松、カラン ※27日休演 |                                                                      |                                                                      |
| 神保町花月6周年記念公演 みず と つち                                         | 7月2日〜7日 | 丸山智子                                                             | マンボウやしろ                                                       |
| 神保町花月6周年記念公演 みず と つち                                         | 出演者：ボーイフレンド、LLR、グランジ、ピクニック、大貫さん（タカダ・コーポレーション）、ランパンプス、伊藤真奈美 |                                                                      |                                                                      |
| 男祭り、女シンデレラ                                                         | 7月9日〜14日 | 澤田育子（good morning N°5／拙者ムニエル）、クニ（アホマイルド）     | 澤田育子（good morning N°5／拙者ムニエル）                           |
| 男祭り、女シンデレラ                                                         | 出演者：POISON GIRL BAND、ゆったり感、井下好井、アホマイルド、水上拓郎、藤田記子（good morning N°5／カムナムミキーナ）、西原誠吾（パラドックス定数）、千代田信一（拙者ムニエル） 他 ※10日休演 |                                                                      |                                                                      |
| 彼氏がデキました                                                             | 7月16日〜21日 | まさよし（サカイスト）                                               | 三橋潔                                                               |
| 彼氏がデキました                                                             | 出演者：かたつむり、光永、相席スタート、デニス、大江すぐる（エレファンツ）、中谷貴寛（ポテト少年団）、サカイスト、若尾桂子 他 ※17日休演 |                                                                      |                                                                      |
| 脳梁                                                                         | 7月23日〜29日 | 長谷川優貴（クレオパトラ）                                           | 白坂英晃（はらぺこペンギン！）                                       |
| 脳梁                                                                         | 出演者：ミルククラウン竹内、クレオパトラ、マヂカルラブリー、ガリバートンネル、ラフレクラン、広瀬梨子（ジールアソシエイツ）、児玉彩（CINEMACT）他 ※25日休演 |                                                                      |                                                                      |
| エルサイズのばら                                                             | 7月31日〜8月4日 | 菱田シンヤ                                                           | 菱田シンヤ                                                           |
| エルサイズのばら                                                             | 出演者：スパイク、御茶ノ水男子、倉田あみ、愛純もえり、武田幸三、藤原光博（リットン調査団）、谷山知宏（劇団花組芝居）、濱口秀二、昌美 他 |                                                                      |                                                                      |
| 3D兄弟の夏                                                                   | 8月7日〜13日 | ゴージャス村上                                                       | カニリカ                                                             |
| 3D兄弟の夏                                                                   | 出演者：福田恵悟（LLR）、ミルククラウン竹内、大口兼悟、伊藤智博（LLR） ※11日休演 |                                                                      |                                                                      |
| ヌーディー・シアター                                                         | 8月16日〜18日 | 宮地謙典（ニブンノゴ！）                                             | 宮地謙典（ニブンノゴ！）                                             |
| ヌーディー・シアター                                                         | 出演者：宮地謙典（ニブンノゴ!）、ブロードキャスト!!、五明拓弥（グランジ）、佐藤大（グランジ）、ライス、ハブ、中尾伸吾（ノンスモーキン）、樋口聖典（ギチ） 他 ゲスト：ワッキー（ペナルティ）（16日）、菊池浩輔（チーモンチョーチュウ）（17日1回目）、太田博久（ジャングルポケット）、庄司智春（品川庄司） |                                                                      |                                                                      |
| ピクニック                                                                   | 8月20日〜26日 |                                                                      | 押見泰憲（犬の心）                                                   |
| ピクニック                                                                   | 主演：ピクニック - A タイトル：吉良ちゃんと初恋の悪 脚本：冨田雄大（劇団オコチャ） 出演：ピクニック、いけや賢二（犬の心）、伊藤真奈美 - B タイトル：藤井章永殺人事件 脚本：福田昌平 出演：ピクニック、佐久間一行、シューレスジョー - C タイトル：いそじ 脚本：神保町写楽（LLR伊藤） 出演：ピクニック、佐久間一行、岡田亜矢 - D タイトル：さかさまの世界 脚本：長内英寿 出演：ピクニック、シューレスジョー、伊藤真奈美 - E タイトル：アナミルタ 脚本：川原小夏 出演：ピクニック、いけや賢二（犬の心）、岡田亜矢 ※5本のなかから3本を毎日変わりがわり公演した ※24日休演 |                                                                      |                                                                      |
| 最高の玩具                                                                   | 8月31日,9月1日 | 安達健太郎（カナリア）                                               | 安達健太郎（カナリア）                                               |
| 最高の玩具                                                                   | 出演者：藤原一裕（ライセンス）、安達健太郎（カナリア） |                                                                      |                                                                      |
| ちっぽけなリビドー                                                           | 9月3日〜8日 | 丸山智子                                                             | 三橋潔                                                               |
| ちっぽけなリビドー                                                           | 出演者：あわよくば、ランパンプス、マイチェルシー、フレミング、やさしいズ、しゃろん、チッチーズ、ひので ※4日休演 |                                                                      |                                                                      |
| まとめルドキャスト                                                           | 9月10日〜15日 | ブロードキャスト！！                                                 | スマイルメロディー                                                   |
| まとめルドキャスト                                                           | 出演者：ブロードキャスト!! <日替わりゲスト> - 10日：犬の心、インポッシブル、井下好井、シソンヌ、御茶ノ水男子、ボーイフレンド 他 - 11日：サカイスト、ピクニック、井下好井、御茶ノ水男子 他 - 12日：ピクニック、クレオパトラ、イシバシハザマ、ライス、ボーイフレンド 他 - 13日：サカイスト、ピクニック、イシバシハザマ、ライス、ボーイフレンド 他 - 14日：ピクニック、タモンズ、マヂカルラブリー 他 - 15日1回目：ピクニック、マキシマムパーパーサム、クレオパトラ、タモンズ 他 - 15日2回目：犬の心、ピクニック、マキシマムパーパーサム、マヂカルラブリー、タモンズ 他  |                                                                      |                                                                      |
| 過剰殺傷夜（オーバーキル・ナイト）〜奇抜探偵・四条司の茫漠たる予感〜         | 9月18〜23日 | 福田晶平                                                             | 足立拓也（マシンガンデニーロ）                                       |
| 過剰殺傷夜（オーバーキル・ナイト）〜奇抜探偵・四条司の茫漠たる予感〜         | 出演者：囲碁将棋、タモンズ、井下好井、サンシャイン、千葉ゴウ、枝村明子 |                                                                      |                                                                      |
| What will you bet Next ?                                                     | 9月25日〜30日 | 保木本真也（コメディユニット磯川家）                                 | 保木本真也（コメディユニット磯川家）                                 |
| What will you bet Next ?                                                     | 出演者：ピクニック、五明拓弥（グランジ）、花戸祐介（クロムモリブデン）、額賀太山（Pro-MAP）、堀越涼（劇団花組芝居）、田中稔彦 |                                                                      |                                                                      |
| 月夜の森の置き土産                                                           | 10月2日〜6日 | 白坂英晃（はらぺこペンギン！）                                       | 小林七緒（流山児★事務所）                                            |
| 月夜の森の置き土産                                                           | 出演者：新選組リアン |                                                                      |                                                                      |
| オカマーズ9                                                                  | 10月8日〜14日 | マンボウやしろ                                                       | マンボウやしろ                                                       |
| オカマーズ9                                                                  | 出演者：ネイキッドボーイズ、犬の心、シューレスジョー 出演者日替わり - マンボウ組：松岡佑季、岩崎孝次、服部喜照、夏樹弘、森輝弥、元木諒、江口裕貴、犬の心、シューレスジョー （8日,10日,12日1回目,13日出演） - やしろ組：岩崎孝次、松岡佑季、坂口りょう、植田恭平、木村優希、川合智己、江口裕貴、犬の心、シューレスジョー （9日,11日,12日2回目,14日出演） |                                                                      |                                                                      |
| L.A.F.U. theatrical performance vol.1                                        | 10月16日〜20日 | 木村和彦                                                             | 三橋潔                                                               |
| L.A.F.U. theatrical performance vol.1                                        | 出演者：L.A.F.U.、若尾桂子、河村明香 |                                                                      |                                                                      |
| 芸人の詩〜いろはにポエと〜                                                   | 10月22日〜29日 |                                                                      | マンボウやしろ                                                       |
| 芸人の詩〜いろはにポエと〜                                                   | ※出演者日替わり 22日,23日：犬の心、ライス、竹内健人、ラフレクラン、児玉絹世、伊藤真奈美 24日,25日：ブロードキャスト！！、かたつむり、竹内健人、ラフレクラン、児玉絹世、伊藤真奈美 28日,29日：遠山大輔（グランジ）、五明拓弥（グランジ）、ピクニック、シューレスジョー、竹内健人、ラフレクラン、児玉絹世、伊藤真奈美 ※26日,27日休演 |                                                                      |                                                                      |
| 言わんこっちゃない                                                           | 10月31日〜11月5日 | 丸山智子                                                             | 湊裕美子                                                             |
| 言わんこっちゃない                                                           | 出演者：サカイスト、武内由紀子、ボーイフレンド、武田幸三、光永、ランパンプス、感動ピスト ※2日休演 |                                                                      |                                                                      |
| ウブスナガミ                                                                 | 11月7日〜11日 | 長谷川優貴（クレオパトラ）                                           | 浅野泰徳（ジャングルベル・シアター）                                 |
| ウブスナガミ                                                                 | 原作：又吉直樹（ピース）、長谷川優貴（クレオパトラ） 出演者：野性爆弾、カナリア、クレオパトラ、竹内健人、若月、児玉彩（CINEMACT） |                                                                      |                                                                      |
| 青木さん家の奥さん                                                           | 11月13日〜18日 |                                                                      | カニリカ                                                             |
| 青木さん家の奥さん                                                           | 原作：内藤裕敬（南河内万歳一座） 脚色：カニリカ 出演者：かたつむり、チョコレートプラネット 特別出演：市川月乃助 他 |                                                                      |                                                                      |
| 青空                                                                         | 11月20日〜25日 | 安達健太郎（カナリア）                                               | 安達健太郎（カナリア）                                               |
| 青空                                                                         | 出演者：ブロードキャスト!!、犬の心、伊藤智博（LLR）、五明拓弥（グランジ）、安村昇剛（アームストロング）※20日のみ、重岡謙作（ラフ・コントロール）※24日のみ、安達健太郎（カナリア）※21〜23,25日のみ |                                                                      |                                                                      |
| アワ・ソウル・パートナー                                                     | 11月27日〜12月3日 | 丸山智子                                                             | 山下哲也                                                             |
| アワ・ソウル・パートナー                                                     | 出演者：ボーイフレンド、伊藤真奈美、フランクリン、サンシャイン、ラフレクラン、スカイサーキット |                                                                      |                                                                      |
| チルドレン                                                                   | 12月5日〜9日 | タピオカ                                                             | 成島秀和（こゆび侍）                                                 |
| チルドレン                                                                   | 出演者：井下好井、ジェラードン、シューレスジョー、少年感覚久松、岡田亜矢（THEフォービーズ） 他 |                                                                      |                                                                      |
| 5ミリオン                                                                    | 12月12日〜18日 | たぐちプラス                                                         | 足立拓也（マシンガンデニーロ）                                       |
| 5ミリオン                                                                    | 出演者：御茶ノ水男子、エリートヤンキー、ニューヨーク、イシバシハザマ、ブービー☆マドンナ、川村明香 ※15日休演 |                                                                      |                                                                      |
| ミス・ホワイトクリスマス                                                     | 12月20日〜23日 | 丸山智子                                                             | 湊裕美子                                                             |
| ミス・ホワイトクリスマス                                                     | 出演者：サカイスト、LLR、ピクニック、武内由紀子、大貫さん（タカダ・コーポレーション）、ラフレクラン、菅原知明、エンドウコウキ、感動ピスト |                                                                      |                                                                      |
| 西遊記物語                                                                   | 12月27日〜30日 | 冨田雄大（劇団オコチャ）                                             | 白坂英晃（はらぺこペンギン！）                                       |
| 西遊記物語                                                                   | 出演者：囲碁将棋、犬の心、かたつむり、ランパンプス、吉田真理（CINEMACT）、岡田悠希（キンダーガーデン）、甲斐勇太、しゃろん、ひので |                                                                      |                                                                      |

## 神保町花月4劇団
2012年7月8日に行われた、『神保町花月4劇団立ち上げ！メンバードラフト会議!!』により、神保町花月から4劇団が誕生した。2012年10月より始動。
| 劇団名                 | 劇団員（ドラフトでの指名順）                                                                     | 公演                                       |
| ---------------------- | ------------------------------------------------------------------------------------------------ | ------------------------------------------ |
| マンボウやしろ劇団     | ふくろとじ、セブンbyセブン、ランパンプス、ハンマミーヤ、カゲヤマ                                 | 2013年1月31日 - 2月5日『ビリビリ始まる』   |
| ニブンノゴ!宮地劇団    | ジューシーズ、ピクニック、ライス、アームストロング                                               | 2012年10月30日 - 11月4日『ラフカンパニー』 |
| サカイストまさよし劇団 | かたつむり林、デニス、ヒダリウマ山添、光永、大江すぐる、ポテト少年団・中谷、サカイスト・デンペー | 2013年2月26日 - 3月4日『Re:いいよ』        |
| カナリア安達劇団       | 犬の心、LLR、ブロードキャスト                                                                    |                                            |

## 神保町花月若手芸人ユニット ゲキノビ!
- 2016年4月に発足した神保町花月が選出した､将来有望な芸歴4年目以下の若手芸人ユニット。
- ユニット名はNSC講師をしている、木村祐一が命名した。
- ｢ゲ｣｢キ｣｢ノ｣｢ビ｣の4チームにわかれて､各チームに6組の芸人がいる。各チーム月1回､60分ずつ公演があり､それぞれのチームが自主的に考え､各々が成長するための様々な企画が行われる。
- FRESHにて生放送をしている。
- ファンクラブがあり、会費2000円。
- HPがある。

https://gekinobi.futureartist.net
- 各チームのライヴはHP、Twitterでみれる
- 2017年6月現在

"ゲ"チーム
- ゴールドバーグ
- 世間知らズ
- ドンダダ
- サンジェルマン
- マイルドシュート
- 鬼梨おに

"キ"チーム
- ジャンゴ
- トーキョー少女
- ギャンブルグルーヴ
- ブラゴーリ
- メクルメクリン
- ラタタッタ

"ノ"チーム
- いまさらジャンプ
- ぷりずん。
- アグリー
- やわら（現：パンプキンショートケーキ）
- ネイチャーバーガー
- ペコリーノ

"ビ"チーム
- フルフロンタル
- 3時のヒロイン
- シークエンスはやとも
- ポセイドン
- セラ山本

## 京橋花月
同じく若手芸人の育成と芝居を行う劇場として2008年、大阪・京橋に建った京橋花月。うめだ花月、baseよしもとで行われた再演システムもここに引き継がれている。第一弾として、演出とキャストを総替えした「放課後アゲイン」が2009年4月に上演、8月にDVD化された。次いで、10月に『清掃開始！』のセルフ・プロデュース作『及川クリーンカンパニー』を。11月には『URAKEN』のスピンオフ作『BENKEI〜裏剣外伝〜』が上演された。

## ディスコグラフィ

### DVD
- ハッピーな片想い （2008年4月23日発売）
- 日の出アパートの青春 （2008年4月23日発売）
- ことのは （2008年7月7日発売）
- カーテン （2008年7月7日発売）
- 犯人と人質（オレ） （2008年11月19日発売）
- 花坂荘の人々 上下巻 （2009年7月1日 同時発売）
- 放課後アゲイン（※京橋花月版） （2009年8月26日発売）
- コサジ一杯の鳥の中身  （2010年4月7日発売）

### DVD Burning
- 頭蓋骨を抱きしめて
- 戦場に響く歌声〜Battle of comedy〜
ソフト化はされていないが、CSチャンネル・ファンダンゴで『THE MOMO-TARO』など数本の作品がオンエアされていた。

### 書籍
- JIMBOCHO ACT 100〜神保町花月100回公演記念BOOK（2009年7月25日発売）

## 交通アクセス
- 東京メトロ半蔵門線・都営三田線・都営新宿線神保町駅から徒歩3分。
- JR御茶ノ水駅から徒歩８分